# Torneo Federal A 2015
El Torneo Federal A 2015 fue la segunda temporada del certamen, perteneciente a la tercera categoría para los clubes indirectamente afiliados a la AFA.
Los equipos ascendidos desde el Torneo Federal B 2014 fueron Unión (S) que volvió tras su descenso en 2011/12, Concepción FC que regresa tras 16 temporadas en el Argentino B y los debutantes Sportivo Las Parejas, Vélez Sarsfield (SR), 9 de Julio (M), Gutiérrez SC y Tiro Federal (BB); mientras que, dada su condición de torneo de transición, no hubo descendidos de la Primera B Nacional 2014.
El campeón fue el Club Atlético Talleres, de la ciudad de Córdoba, con lo que obtuvo el ascenso a la Primera B Nacional junto con el Club Atlético Juventud Unida Universitario, de la ciudad de San Luis, ganador de las fases por eliminación.
Por otra parte, se determinaron 8 descensos al Torneo Federal B y la clasificación de 10 equipos a la Copa Argentina 2015-16.

## Ascensos y descensos
- Equipos salientes

| Descendidos del Federal A 2014 |
| ------------------------------ |
| No hubo                        |

| Posición   | Ascendidos del Federal A 2014 |
| ---------- | ----------------------------- |
| 1.º Zona 1 | Guillermo Brown               |
| 1.º Zona 2 | Sportivo Estudiantes (SL)     |
| 1.º Zona 3 | Central Córdoba (SdE)         |
| 1.º Zona 4 | Juventud Unida (G)            |
| 1.º Zona 5 | Unión (MdP)                   |
| Reducido   | Gimnasia y Esgrima (M)        |
| Reducido   | Atlético Paraná               |

- Equipos entrantes

| Posición | Ascendidos del Federal B 2014 |
| -------- | ----------------------------- |
| Ganador  | Tiro Federal (BB)             |
| Ganador  | Unión (S)                     |
| Ganador  | Sportivo Las Parejas          |
| Ganador  | Vélez Sarsfield (SR)          |
| Ganador  | Concepción FC                 |
| Ganador  | 9 de Julio (M)                |
| Ganador  | Gutiérrez SC                  |

| Descendidos de la B Nacional 2014 |
| --------------------------------- |
| No hubo                           |

## Formato
Se dividió a los 40 equipos por cercanía geográfica en cuatro zonas de 10. Dentro de su respectiva zona se enfrentaron entre sí en dos ruedas de todos contra todos. Los tres primeros de cada zona y los dos mejores cuartos clasificaron a un tetradecagonal, mientras que los 26 restantes juegan la fase reválida divididos en 2 zonas de 13. El ganador del primero obtendrá el primer ascenso a la Primera B Nacional. En caso de existir igualdad de puntos en el primer puesto al término de la disputa se aplicará el art. 111.º del Reglamento General de la AFA, que establece la realización de partido/s de desempate.
El segundo cupo lo obtendrá el vencedor de una eliminatoria que disputarán los cinco mejores de cada grupo de la fase reválida y los 13 equipos restantes del tetradecagonal.

### Régimen de descenso
Finalizada la fase reválida se confeccionó por cada zona la tabla general de posiciones (suma de puntos de la primera fase y de la reválida). Los equipos que se ubicaron en las últimas cuatro posiciones de cada una de ellas descendieron al Torneo Federal B. En el caso de empate en puntos se disputó un partido definitorio, de acuerdo con lo establecido en el art. 111 del Reglamento General de la AFA.

### Clasificación a la Copa Argentina 2015-16
Se estableció la clasificación de 10 equipos a la Fase preliminar regional de la Copa Argentina 2015-16: el campeón, el ganador del segundo ascenso, los otros 7 equipos que participen de la Quinta fase y el perdedor de la Cuarta fase con mejor ubicación en la Segunda fase.

## Equipos participantes
| Zona                                               | Equipo                 | Ciudad              | Provincia                                | Estadio       | Capacidad                      | Liga de Origen |
| -------------------------------------------------- | ---------------------- | ------------------- | ---------------------------------------- | ------------- | ------------------------------ | -------------- |
| Zona 1                                             |                        |                     |                                          |               |                                |                |
| Club Atlético Alvarado                             | Mar del Plata          | Buenos Aires        | José María Minella                       | 35 354        | Liga Marplatense               |                |
| Club Atlético Independiente                        | Neuquén                | Neuquén             | La Nueva Caldera                         | 3500          | Liga del Neuquén               |                |
| Club Cipolletti                                    | Cipolletti             | Río Negro           | La Visera de Cemento                     | 12 000        | Liga Deportiva Confluencia     |                |
| Club Ferro Carril Oeste                            | General Pico           | La Pampa            | El Coloso del Barrio Talleres            | 11 000        | Liga Pampeana                  |                |
| Club General Belgrano                              | Santa Rosa             | La Pampa            | Nuevo Rancho Grande                      | 12 000        | Liga Cultural                  |                |
| Club Social y Deportivo Alianza                    | Cutral Có              | Neuquén             | Coloso de Ruca Quimey                    | 16 500        | Liga del Neuquén               |                |
| Club Social y Deportivo General Roca               | General Roca           | Río Negro           | Luis Maiolino                            | 10 000        | Liga Deportiva Confluencia     |                |
| Club Social y Deportivo Madryn                     | Puerto Madryn          | Chubut              | Coliseo del Golfo                        | 6000          | Liga Valle del Chubut          |                |
| Club Tiro Federal                                  | Bahía Blanca           | Buenos Aires        | Onofre Pirrone                           | 3500          | Liga del Sur                   |                |
| Comisión de Actividades Infantiles                 | Comodoro Rivadavia     | Chubut              | Municipal de Comodoro Rivadavia          | 12 300        | Liga de Comodoro Rivadavia     |                |
| Zona 2                                             |                        |                     |                                          |               |                                |                |
| Asociación Deportiva 9 de Julio                    | Morteros               | Córdoba             | La Villa de Los Deportes                 | 5000          | Liga Regional de San Francisco |                |
| Club Atlético Independiente                        | Chivilcoy              | Buenos Aires        | Raúl Orlando Lungarzo                    | 2500          | Liga Chivilcoyana              |                |
| Club Atlético Juventud Unida Universitario         | San Luis               | San Luis            | Juan Gilberto Funes Mario Sebastián Diez | 15 000 7000   | Liga Sanluiseña                |                |
| Club Atlético Talleres                             | Córdoba                | Córdoba             | La Boutique Mario Alberto Kempes         | 16 500 57 000 | Liga Cordobesa                 |                |
| Club Atlético Tiro Federal Argentino               | Rosario                | Santa Fe            | Fortín de Ludueña                        | 10 000        | Liga Rosarina                  |                |
| Club Atlético Unión                                | Villa Krause           | San Juan            | 12 de Octubre                            | 10 000        | Liga Sanjuanina                |                |
| Club Atlético y Social Defensores de Belgrano      | Villa Ramallo          | Buenos Aires        | Salomón Boeseldín                        | 3000          | Liga Nicoleña                  |                |
| Club Deportivo Maipú                               | Maipú                  | Mendoza             | Omar Higinio Sperdutti                   | 8000          | Liga Mendocina                 |                |
| Gutiérrez Sport Club                               | Gutiérrez              | Mendoza             | General Gutiérrez                        | 5000          | Liga Mendocina                 |                |
| Sportivo Atlético Club                             | Las Parejas            | Santa Fe            | 4 de Septiembre                          | 3000          | Liga Cañadense                 |                |
| Zona 3                                             |                        |                     |                                          |               |                                |                |
| Club Atlético Chaco For Ever                       | Resistencia            | Chaco               | Juan Alberto García                      | 20 000        | Liga Chaqueña                  |                |
| Club Atlético Mitre                                | Santiago del Estero    | Santiago del Estero | Dres. José y Antonio Castiglione         | 16 500        | Liga Santiagueña               |                |
| Club Atlético Sarmiento                            | Resistencia            | Chaco               | Centenario                               | 25 000        | Liga Chaqueña                  |                |
| Club Atlético Unión                                | Sunchales              | Santa Fe            | De la Avenida                            | 5600          | Liga Rafaelina                 |                |
| Club Atlético Vélez Sarsfield                      | San Ramón              | Santiago del Estero | Coliseo de los Sueños                    | 2500          | Liga Santiagueña               |                |
| Club Deportivo Libertad                            | Sunchales              | Santa Fe            | Dr. Plácido Tita                         | 5000          | Liga Rafaelina                 |                |
| Club Gimnasia y Esgrima                            | Concepción del Uruguay | Entre Ríos          | Manuel y Ramón Núñez                     | 9000          | Liga de Concepción del Uruguay |                |
| Club Social y Deportivo Textil Mandiyú             | Corrientes             | Corrientes          | José Antonio Romero Feris                | 16 000        | Liga Correntina                |                |
| Club Sol de América                                | Formosa                | Formosa             | Sol de América                           | 12 000        | Liga Formoseña                 |                |
| Club Sportivo Patria                               | Formosa                | Formosa             | Antonio Romero                           | 23 000        | Liga Formoseña                 |                |
| Zona 4                                             |                        |                     |                                          |               |                                |                |
| Andino Sport Club                                  | La Rioja               | La Rioja            | Polideportivo 20 de Agosto               | 5000          | Liga Riojana                   |                |
| Asociación Cultural y Deportiva Altos Hornos Zapla | Palpalá                | Jujuy               | Emilio Fabrizzi                          | 20 704        | Liga Jujeña                    |                |
| Centro Juventud Antoniana                          | Salta                  | Salta               | Fray Honorato Pistoia                    | 12 000        | Liga Salteña                   |                |
| Club Atlético Américo Tesorieri                    | La Rioja               | La Rioja            | Carlos Mercado Luna                      | 15 000        | Liga Riojana                   |                |
| Club Atlético San Lorenzo de Alem                  | Catamarca              | Catamarca           | Bicentenario Ciudad de Catamarca         | 30 000        | Liga Catamarqueña              |                |
| Club Atlético San Martín                           | San Miguel de Tucumán  | Tucumán             | La Ciudadela                             | 30 500        | Liga Tucumana                  |                |
| Club de Gimnasia y Tiro                            | Salta                  | Salta               | El Gigante del Norte                     | 24 300        | Liga Salteña                   |                |
| Club Social y Deportivo San Jorge                  | San Miguel de Tucumán  | Tucumán             | Senador Luis Cruz                        | 7000          | Liga Tucumana                  |                |
| Club Unión Aconquija                               | Aconquija              | Catamarca           | Municipal de Aconquija                   | 3000          | Liga Andalgalense              |                |
| Concepción Fútbol Club                             | Concepción             | Tucumán             | Stewart Shipton                          | 12 250        | Liga Tucumana                  |                |

### Distribución geográfica
| Provincia                | Cant. | Equipos                                                                       |
| ------------------------ | ----- | ----------------------------------------------------------------------------- |
| Interior de Buenos Aires | 4     | Alvarado, Defensores de Belgrano (VR), Independiente (Ch) y Tiro Federal (BB) |
| Santa Fe                 | 4     | Libertad (S), Sportivo Las Parejas, Tiro Federal (R) y Unión (S)              |
| Tucumán                  | 3     | Concepción FC, San Jorge (T) y San Martín (T)                                 |
| Catamarca                | 2     | San Lorenzo de Alem y Unión Aconquija                                         |
| Chaco                    | 2     | Chaco For Ever y Sarmiento (R)                                                |
| Chubut                   | 2     | CAI y Deportivo Madryn                                                        |
| Córdoba                  | 2     | 9 de Julio (M) y Talleres (C)                                                 |
| Formosa                  | 2     | Sol de América y Sportivo Patria                                              |
| La Pampa                 | 2     | Ferro Carril Oeste (GP) y General Belgrano (SR)                               |
| La Rioja                 | 2     | Américo Tesorieri y Andino SC                                                 |
| Mendoza                  | 2     | Deportivo Maipú y Gutiérrez SC                                                |
| Neuquén                  | 2     | Alianza (CC) e Independiente (N)                                              |
| Río Negro                | 2     | Cipolletti y Deportivo Roca                                                   |
| Salta                    | 2     | Gimnasia y Tiro (S) y Juventud Antoniana                                      |
| Santiago del Estero      | 2     | Mitre (SdE) y Vélez Sarsfield (SR)                                            |
| Corrientes               | 1     | Textil Mandiyú                                                                |
| Entre Ríos               | 1     | Gimnasia y Esgrima (CdU)                                                      |
| Jujuy                    | 1     | Altos Hornos Zapla                                                            |
| San Luis                 | 1     | Juventud Unida Universitario                                                  |
| San Juan                 | 1     | Unión (VK)                                                                    |
| Total                    | 40    |                                                                               |

## Primera fase

### Zona 1

#### Tabla de posiciones final
| Pos  | Equipo                            | Pts | PJ | PG | PE | PP | GF | GC | Dif |
| ---- | --------------------------------- | --- | -- | -- | -- | -- | -- | -- | --- |
| 1.º  | Cipolletti                        | 30  | 18 | 9  | 3  | 6  | 28 | 19 | 9   |
| 2.º  | Tiro Federal (Bahía Blanca)       | 29  | 18 | 8  | 5  | 5  | 28 | 21 | 7   |
| 3.º  | Deportivo Roca                    | 29  | 18 | 8  | 5  | 5  | 29 | 20 | 9   |
| 4.º  | Independiente (Neuquén)           | 29  | 18 | 8  | 5  | 5  | 27 | 23 | 4   |
| 5.º  | Deportivo Madryn                  | 29  | 18 | 9  | 2  | 7  | 25 | 22 | 3   |
| 6.º  | Alvarado                          | 27  | 18 | 7  | 6  | 5  | 22 | 16 | 6   |
| 7.º  | Ferro Carril Oeste (General Pico) | 26  | 18 | 6  | 8  | 4  | 30 | 20 | 10  |
| 8.º  | General Belgrano (Santa Rosa)     | 21  | 18 | 6  | 3  | 9  | 15 | 27 | -12 |
| 9.º  | CAI                               | 18  | 18 | 5  | 3  | 10 | 21 | 33 | -12 |
| 10.º | Alianza de Cutral Có              | 11  | 18 | 3  | 2  | 13 | 18 | 42 | -24 |

|  | Clasificados al Tetradecagonal. |
|  | Clasificados a la reválida.     |

#### Resultados
| CAI                     | 1 - 2 | General Belgrano (SR) | Municipal de Comodoro Rivadavia | 22 de marzo | 16:00 |
| Tiro Federal (BB)       | 0 - 0 | Alianza (CC)          | Onofre Pirrone                  | 22 de marzo | 16:30 |
| Independiente (N)       | 1 - 1 | Alvarado              | Gigante del Barrio Sarmiento    | 22 de marzo | 17:00 |
| Deportivo Roca          | 1 - 0 | Cipolletti            | Luis Maiolino                   | 22 de marzo | 17:30 |
| Ferro Carril Oeste (GP) | 1 - 0 | Deportivo Madryn      | El Coloso del Barrio Talleres   | 22 de marzo | 20:00 |

| Alvarado                | 0 - 1 | Deportivo Roca        | José María Minella            | 29 de marzo | 16:00 |
| Deportivo Madryn        | 2 - 1 | Independiente (N)     | Coliseo del Golfo             | 29 de marzo | 16:00 |
| Cipolletti              | 5 - 2 | Tiro Federal (BB)     | La Visera de Cemento          | 29 de marzo | 16:00 |
| Ferro Carril Oeste (GP) | 1 - 1 | CAI                   | El Coloso del Barrio Talleres | 29 de marzo | 20:00 |
| Alianza (CC)            | 2 - 3 | General Belgrano (SR) | Coloso de Ruca Quimey         | 29 de marzo | 20:30 |

| General Belgrano (SR) | 1 - 0 | Cipolletti              | Nuevo Rancho Grande             | 3 de abril | 18:10 |
| Independiente (N)     | 2 - 2 | Ferro Carril Oeste (GP) | La Nueva Caldera                | 5 de abril | 16:00 |
| Tiro Federal (BB)     | 1 - 2 | Alvarado                | Onofre Pirrone                  | 5 de abril | 16:00 |
| CAI                   | 3 - 1 | Alianza (CC)            | Municipal de Comodoro Rivadavia | 5 de abril | 16:00 |
| Deportivo Roca        | 2 - 2 | Deportivo Madryn        | Luis Maiolino                   | 5 de abril | 17:00 |

| Ferro Carril Oeste (GP) | 1 - 1 | Deportivo Roca        | El Coloso del Barrio Talleres | 10 de abril | 21:00 |
| Deportivo Madryn        | 1 - 2 | Tiro Federal (BB)     | Coliseo del Golfo             | 12 de abril | 16:00 |
| Alvarado                | 1 - 2 | General Belgrano (SR) | José María Minella            | 12 de abril | 16:00 |
| Cipolletti              | 4 - 0 | Alianza (CC)          | La Visera de Cemento          | 12 de abril | 16:00 |
| Independiente (N)       | 3 - 0 | CAI                   | La Nueva Caldera              | 12 de abril | 16:00 |

| CAI                   | 4 - 1 | Cipolletti              | Municipal de Comodoro Rivadavia | 19 de abril | 15:00 |
| Deportivo Roca        | 3 - 1 | Independiente (N)       | Luis Maiolino                   | 19 de abril | 16:00 |
| Alianza (CC)          | 0 - 1 | Alvarado                | Coloso de Ruca Quimey           | 19 de abril | 16:00 |
| General Belgrano (SR) | 0 - 1 | Deportivo Madryn        | Nuevo Rancho Grande             | 19 de abril | 16:00 |
| Tiro Federal (BB)     | 0 - 0 | Ferro Carril Oeste (GP) | Onofre Pirrone                  | 19 de abril | 16:00 |

| Deportivo Roca          | 2 - 2 | CAI                   | Luis Maiolino                 | 25 de abril | 14:30 |
| Alvarado                | 1 - 1 | Cipolletti            | José María Minella            | 25 de abril | 16:00 |
| Ferro Carril Oeste (GP) | 4 - 0 | General Belgrano (SR) | El Coloso del Barrio Talleres | 26 de abril | 16:00 |
| Deportivo Madryn        | 3 - 1 | Alianza (CC)          | Coliseo del Golfo             | 26 de abril | 16:00 |
| Independiente (N)       | 1 - 0 | Tiro Federal (BB)     | Gigante del Barrio Sarmiento  | 27 de abril | 20:00 |

| Cipolletti            | 3 - 0 | Deportivo Madryn        | La Visera de Cemento            | 2 de mayo | 18:00 |
| CAI                   | 2 - 1 | Alvarado                | Municipal de Comodoro Rivadavia | 3 de mayo | 15:00 |
| Alianza (CC)          | 2 - 2 | Ferro Carril Oeste (GP) | Coloso de Ruca Quimey           | 3 de mayo | 15:00 |
| General Belgrano (SR) | 0 - 1 | Independiente (N)       | Nuevo Rancho Grande             | 3 de mayo | 15:00 |
| Tiro Federal (BB)     | 2 - 2 | Deportivo Roca          | Onofre Pirrone                  | 3 de mayo | 15:30 |

| Deportivo Roca          | 3 - 0 | General Belgrano (SR) | Luis Maiolino                 | 10 de mayo | 15:00 |
| Tiro Federal (BB)       | 2 - 0 | CAI                   | Onofre Pirrone                | 10 de mayo | 15:30 |
| Deportivo Madryn        | 1 - 0 | Alvarado              | Coliseo del Golfo             | 10 de mayo | 15:30 |
| Ferro Carril Oeste (GP) | 1 - 2 | Cipolletti            | El Coloso del Barrio Talleres | 10 de mayo | 16:00 |
| Independiente (N)       | 2 - 1 | Alianza (CC)          | La Nueva Caldera              | 10 de mayo | 16:00 |

| General Belgrano (SR) | 0 - 3 | Tiro Federal (BB)       | Nuevo Rancho Grande             | 22 de mayo | 20:30 |
| Cipolletti            | 0 - 2 | Independiente (N)       | La Visera de Cemento            | 22 de mayo | 21:15 |
| CAI                   | 2 - 1 | Deportivo Madryn        | Municipal de Comodoro Rivadavia | 23 de mayo | 15:00 |
| Alvarado              | 0 - 1 | Ferro Carril Oeste (GP) | José María Minella              | 23 de mayo | 15:00 |
| Alianza (CC)          | 0 - 3 | Deportivo Roca          | Coloso de Ruca Quimey           | 23 de mayo | 16:00 |

| General Belgrano (SR) | 0 - 0 | CAI                     | Nuevo Rancho Grande   | 27 de mayo | 14:00 |
| Alianza (CC)          | 2 - 3 | Tiro Federal (BB)       | Coloso de Ruca Quimey | 27 de mayo | 14:10 |
| Deportivo Madryn      | 3 - 1 | Ferro Carril Oeste (GP) | Coliseo del Golfo     | 27 de mayo | 15:00 |
| Alvarado              | 1 - 0 | Independiente (N)       | José María Minella    | 27 de mayo | 20:30 |
| Cipolletti            | 1 - 0 | Deportivo Roca          | La Visera de Cemento  | 27 de mayo | 21:20 |

| CAI                   | 0 - 2 | Ferro Carril Oeste (GP) | Municipal de Comodoro Rivadavia | 31 de mayo | 15:00 |
| General Belgrano (SR) | 2 - 0 | Alianza (CC)            | Nuevo Rancho Grande             | 31 de mayo | 15:30 |
| Tiro Federal (BB)     | 0 - 0 | Cipolletti              | Onofre Pirrone                  | 31 de mayo | 15:30 |
| Deportivo Roca        | 2 - 3 | Alvarado                | Luis Maiolino                   | 31 de mayo | 16:00 |
| Independiente (N)     | 2 - 0 | Deportivo Madryn        | La Nueva Caldera                | 31 de mayo | 16:00 |

| Deportivo Madryn        | 1 - 0 | Deportivo Roca        | Coliseo del Golfo             | 7 de junio | 15:00 |
| Ferro Carril Oeste (GP) | 1 - 1 | Independiente (N)     | El Coloso del Barrio Talleres | 7 de junio | 15:30 |
| Alianza (CC)            | 4 - 2 | CAI                   | Coloso de Ruca Quimey         | 7 de junio | 16:00 |
| Cipolletti              | 2 - 1 | General Belgrano (SR) | La Visera de Cemento          | 7 de junio | 16:00 |
| Alvarado                | 0 - 0 | Tiro Federal (BB)     | José María Minella            | 7 de junio | 16:00 |

| CAI                   | 2 - 3 | Independiente (N)       | Municipal de Comodoro Rivadavia | 13 de junio | 15:00 |
| Deportivo Roca        | 3 - 2 | Ferro Carril Oeste (GP) | Luis Maiolino                   | 13 de junio | 15:00 |
| Tiro Federal (BB)     | 3 - 0 | Deportivo Madryn        | Onofre Pirrone                  | 14 de junio | 15:30 |
| General Belgrano (SR) | 0 - 2 | Alvarado                | Nuevo Rancho Grande             | 14 de junio | 15:30 |
| Alianza (CC)          | 1 - 0 | Cipolletti              | Coloso de Ruca Quimey           | 14 de junio | 16:00 |

| Deportivo Madryn        | 2 - 0 | General Belgrano (SR) | Coliseo del Golfo             | 21 de junio | 15:00 |
| Ferro Carril Oeste (GP) | 4 - 2 | Tiro Federal (BB)     | El Coloso del Barrio Talleres | 21 de junio | 15:30 |
| Independiente (N)       | 1 - 1 | Deportivo Roca        | La Nueva Caldera              | 21 de junio | 15:30 |
| Alvarado                | 3 - 0 | Alianza (CC)          | José María Minella            | 21 de junio | 16:00 |
| Cipolletti              | 2 - 0 | CAI                   | La Visera de Cemento          | 21 de junio | 18:00 |

| CAI                   | 1 - 0 | Deportivo Roca          | Municipal de Comodoro Rivadavia | 28 de junio | 15:00 |
| General Belgrano (SR) | 0 - 0 | Ferro Carril Oeste (GP) | Nuevo Rancho Grande             | 28 de junio | 15:00 |
| Tiro Federal (BB)     | 3 - 1 | Independiente (N)       | Onofre Pirrone                  | 28 de junio | 15:30 |
| Cipolletti            | 1 - 1 | Alvarado                | La Visera de Cemento            | 28 de junio | 16:00 |
| Alianza (CC)          | 2 - 1 | Deportivo Madryn        | Coloso de Ruca Quimey           | 28 de junio | 16:00 |

| Ferro Carril Oeste (GP) | 5 - 0 | Alianza (CC)          | El Coloso del Barrio Talleres | 4 de julio | 14:00 |
| Deportivo Madryn        | 2 - 1 | Cipolletti            | Coliseo del Golfo             | 5 de julio | 15:00 |
| Deportivo Roca          | 2 - 1 | Tiro Federal (BB)     | Luis Maiolino                 | 5 de julio | 15:00 |
| Independiente (N)       | 1 - 1 | General Belgrano (SR) | La Nueva Caldera              | 5 de julio | 15:30 |
| Alvarado                | 3 - 1 | CAI                   | José María Minella            | 5 de julio | 16:00 |

| Alvarado              | 1 - 1 | Deportivo Madryn        | José María Minella              | 11 de julio | 20:00 |
| General Belgrano (SR) | 2 - 1 | Deportivo Roca          | Nuevo Rancho Grande             | 12 de julio | 15:00 |
| CAI                   | 0 - 1 | Tiro Federal (BB)       | Municipal de Comodoro Rivadavia | 12 de julio | 15:00 |
| Alianza (CC)          | 2 - 3 | Independiente (N)       | Coloso de Ruca Quimey           | 12 de julio | 16:00 |
| Cipolletti            | 2 - 1 | Ferro Carril Oeste (GP) | La Visera de Cemento            | 12 de julio | 16:00 |

| Independiente (N)       | 1 - 3 | Cipolletti            | La Nueva Caldera              | 19 de julio | 15:00 |
| Deportivo Roca          | 2 - 0 | Alianza (CC)          | Luis Maiolino                 | 19 de julio | 15:00 |
| Ferro Carril Oeste (GP) | 1 - 1 | Alvarado              | El Coloso del Barrio Talleres | 19 de julio | 15:00 |
| Tiro Federal (BB)       | 3 - 1 | General Belgrano (SR) | Onofre Pirrone                | 19 de julio | 15:00 |
| Deportivo Madryn        | 4 - 0 | CAI                   | Coliseo del Golfo             | 19 de julio | 15:00 |

| 1. 2. |

### Zona 2

#### Tabla de posiciones final
| Pos  | Equipo                                 | Pts | PJ | PG | PE | PP | GF | GC | Dif |
| ---- | -------------------------------------- | --- | -- | -- | -- | -- | -- | -- | --- |
| 1.º  | Talleres (Córdoba)                     | 37  | 18 | 10 | 7  | 1  | 26 | 12 | 14  |
| 2.º  | Defensores de Belgrano (Villa Ramallo) | 30  | 18 | 8  | 6  | 4  | 26 | 15 | 11  |
| 3.º  | Juventud Unida Universitario           | 29  | 18 | 7  | 8  | 3  | 19 | 13 | 6   |
| 4.º  | Unión (Villa Krause)                   | 25  | 18 | 7  | 4  | 7  | 25 | 26 | -1  |
| 5.º  | Deportivo Maipú                        | 24  | 18 | 6  | 6  | 6  | 18 | 14 | 4   |
| 6.º  | 9 de Julio (Morteros)                  | 23  | 18 | 6  | 5  | 7  | 19 | 20 | -1  |
| 7.º  | Independiente (Chivilcoy)              | 23  | 18 | 5  | 8  | 5  | 16 | 18 | -2  |
| 8.º  | Sportivo Las Parejas                   | 21  | 18 | 6  | 3  | 9  | 22 | 29 | -7  |
| 9.º  | Gutiérrez SC                           | 19  | 18 | 5  | 4  | 9  | 20 | 26 | -6  |
| 10.º | Tiro Federal (Rosario)                 | 12  | 18 | 3  | 3  | 12 | 14 | 32 | -18 |

|  | Clasificados al Tetradecagonal. |
|  | Clasificados a la reválida.     |

|  |

#### Resultados
| Defensores de Belgrano (VR) | 7 - 1 | Unión (VK)           | Salomón Boeseldín    | 20 de marzo | 21:00 |
| Deportivo Maipú             | 0 - 0 | Gutiérrez SC         | Malvinas Argentinas  | 22 de marzo | 17:00 |
| Tiro Federal (R)            | 1 - 4 | Sportivo Las Parejas | Fortín de Ludueña    | 22 de marzo | 19:30 |
| Talleres (C)                | 2 - 0 | 9 de Julio (M)       | Mario Alberto Kempes | 23 de marzo | 20:00 |
| Juventud U. U.              | 1 - 1 | Independiente (Ch)   | Mario Sebastián Diez | 24 de marzo | 17:30 |

| Independiente (Ch)          | 2 - 0 | Sportivo Las Parejas | Raúl Orlando Lungarzo     | 29 de marzo | 16:00 |
| Gutiérrez SC                | 2 - 0 | Juventud U. U.       | General Gutiérrez         | 29 de marzo | 17:00 |
| 9 de Julio (M)              | 0 - 1 | Deportivo Maipú      | La Villa de Los Deportes  | 29 de marzo | 18:00 |
| Unión (VK)                  | 1 - 2 | Talleres (C)         | San Juan del Bicentenario | 29 de marzo | 18:00 |
| Defensores de Belgrano (VR) | 4 - 0 | Tiro Federal (R)     | Salomón Boeseldín         | 30 de marzo | 21:00 |

| Sportivo Las Parejas | 1 - 3 | Gutiérrez SC                | 4 de Septiembre        | 4 de abril | 19:00 |
| Tiro Federal (R)     | 2 - 2 | Independiente (Ch)          | Fortín de Ludueña      | 5 de abril | 11:00 |
| Juventud U. U.       | 0 - 0 | 9 de Julio (M)              | Mario Sebastián Diez   | 5 de abril | 16:00 |
| Deportivo Maipú      | 2 - 0 | Unión (VK)                  | Omar Higinio Sperdutti | 5 de abril | 17:00 |
| Talleres (C)         | 0 - 0 | Defensores de Belgrano (VR) | Mario Alberto Kempes   | 5 de abril | 19:00 |

| Gutiérrez SC                | 1 - 0 | Independiente (Ch)   | General Gutiérrez        | 12 de abril | 16:30 |
| 9 de Julio (M)              | 0 - 2 | Sportivo Las Parejas | La Villa de Los Deportes | 12 de abril | 17:00 |
| Unión (VK)                  | 0 - 1 | Juventud U. U.       | 12 de Octubre            | 12 de abril | 17:00 |
| Talleres (C)                | 2 - 1 | Tiro Federal (R)     | Mario Alberto Kempes     | 12 de abril | 18:30 |
| Defensores de Belgrano (VR) | 0 - 0 | Deportivo Maipú      | Salomón Boeseldín        | 12 de abril | 20:00 |

| Deportivo Maipú      | 0 - 1 | Talleres (C)                | Omar Higinio Sperdutti | 17 de abril | 21:00 |
| Tiro Federal (R)     | 2 - 1 | Gutiérrez SC                | Fortín de Ludueña      | 18 de abril | 11:00 |
| Sportivo Las Parejas | 0 - 0 | Unión (VK)                  | 4 de Septiembre        | 18 de abril | 19:00 |
| Independiente (Ch)   | 0 - 0 | 9 de Julio (M)              | Raúl Orlando Lungarzo  | 19 de abril | 15:00 |
| Juventud U. U.       | 3 - 0 | Defensores de Belgrano (VR) | Mario Sebastián Diez   | 19 de abril | 16:00 |

| Defensores de Belgrano (VR) | 2 - 0 | Sportivo Las Parejas | Salomón Boeseldín        | 26 de abril | 16:10 |
| 9 de Julio (M)              | 2 - 2 | Gutiérrez SC         | La Villa de Los Deportes | 26 de abril | 16:30 |
| Deportivo Maipú             | 3 - 0 | Tiro Federal (R)     | Omar Higinio Sperdutti   | 26 de abril | 16:50 |
| Unión (VK)                  | 2 - 1 | Independiente (Ch)   | 12 de Octubre            | 26 de abril | 17:00 |
| Talleres (C)                | 2 - 2 | Juventud U. U.       | Mario Alberto Kempes     | 27 de abril | 21:00 |

| Tiro Federal (R)     | 0 - 2 | 9 de Julio (M)              | Fortín de Ludueña     | 3 de mayo | 11:00 |
| Independiente (Ch)   | 1 - 0 | Defensores de Belgrano (VR) | Raúl Orlando Lungarzo | 3 de mayo | 15:00 |
| Sportivo Las Parejas | 1 - 2 | Talleres (C)                | 4 de Septiembre       | 3 de mayo | 15:00 |
| Gutiérrez SC         | 1 - 2 | Unión (VK)                  | General Gutiérrez     | 3 de mayo | 15:30 |
| Juventud U. U.       | 0 - 0 | Deportivo Maipú             | Mario Sebastián Diez  | 4 de mayo | 15:00 |

| Talleres (C)                | 4 - 1 | Independiente (Ch)   | Mario Alberto Kempes   | 9 de mayo  | 19:00 |
| Juventud U. U.              | 1 - 0 | Tiro Federal (R)     | Mario Sebastián Diez   | 10 de mayo | 15:30 |
| Defensores de Belgrano (VR) | 1 - 0 | Gutiérrez SC         | Salomón Boeseldín      | 10 de mayo | 16:00 |
| Unión (VK)                  | 3 - 0 | 9 de Julio (M)       | 12 de Octubre          | 10 de mayo | 16:00 |
| Deportivo Maipú             | 3 - 0 | Sportivo Las Parejas | Omar Higinio Sperdutti | 10 de mayo | 17:00 |

| 9 de Julio (M)       | 0 - 0 | Defensores de Belgrano (VR) | La Villa de Los Deportes | 22 de mayo | 21:00 |
| Tiro Federal (R)     | 1 - 0 | Unión (VK)                  | Fortín de Ludueña        | 23 de mayo | 11:00 |
| Independiente (Ch)   | 0 - 0 | Deportivo Maipú             | Raúl Orlando Lungarzo    | 23 de mayo | 15:00 |
| Sportivo Las Parejas | 2 - 1 | Juventud U. U.              | 4 de Septiembre          | 23 de mayo | 16:00 |
| Gutiérrez SC         | 1 - 2 | Talleres (C)                | General Gutiérrez        | 23 de mayo | 16:00 |

| Independiente (Ch)   | 0 - 0 | Juventud U. U.              | Raúl Orlando Lungarzo    | 27 de mayo | 15:00 |
| Gutiérrez SC         | 2 - 0 | Deportivo Maipú             | General Gutiérrez        | 27 de mayo | 16:00 |
| Sportivo Las Parejas | 2 - 1 | Tiro Federal (R)            | 4 de Septiembre          | 27 de mayo | 20:00 |
| Unión (VK)           | 0 - 0 | Defensores de Belgrano (VR) | 12 de Octubre            | 28 de mayo | 21:30 |
| 9 de Julio (M)       | 0 - 0 | Talleres (C)                | La Villa de Los Deportes | 3 de junio | 21:30 |

| Sportivo Las Parejas | 1 - 1 | Independiente (Ch)          | 4 de Septiembre        | 31 de mayo  | 16:30 |
| Deportivo Maipú      | 2 - 1 | 9 de Julio (M)              | Omar Higinio Sperdutti | 31 de mayo  | 16:30 |
| Juventud U. U.       | 2 - 1 | Gutiérrez SC                | Mario Sebastián Diez   | 1 de junio  | 15:00 |
| Tiro Federal (R)     | 2 - 2 | Defensores de Belgrano (VR) | Fortín de Ludueña      | 2 de junio  | 11:00 |
| Talleres (C)         | 1 - 1 | Unión (VK)                  | Mario Alberto Kempes   | 17 de junio | 21:00 |

| Independiente (Ch)          | 1 - 0 | Tiro Federal (R)     | Raúl Orlando Lungarzo    | 7 de junio | 15:00 |
| Gutiérrez SC                | 2 - 2 | Sportivo Las Parejas | General Gutiérrez        | 7 de junio | 16:00 |
| 9 de Julio (M)              | 1 - 4 | Juventud U. U.       | La Villa de Los Deportes | 7 de junio | 16:00 |
| Unión (VK)                  | 3 - 2 | Deportivo Maipú      | 12 de Octubre            | 7 de junio | 16:00 |
| Defensores de Belgrano (VR) | 1 - 3 | Talleres (C)         | Salomón Boeseldín        | 8 de junio | 20:30 |

| Sportivo Las Parejas | 0 - 2 | 9 de Julio (M)              | 4 de Septiembre        | 13 de junio | 16:00 |
| Independiente (Ch)   | 1 - 0 | Gutiérrez SC                | Raúl Orlando Lungarzo  | 14 de junio | 15:00 |
| Deportivo Maipú      | 0 - 1 | Defensores de Belgrano (VR) | Omar Higinio Sperdutti | 14 de junio | 16:00 |
| Juventud U. U.       | 0 - 0 | Unión (VK)                  | Mario Sebastián Diez   | 14 de junio | 16:00 |
| Tiro Federal (R)     | 0 - 1 | Talleres (C)                | Fortín de Ludueña      | 8 de julio  | 15:50 |

| 9 de Julio (M)              | 2 - 1 | Independiente (Ch)   | La Villa de Los Deportes | 21 de junio | 16:00 |
| Unión (VK)                  | 2 - 1 | Sportivo Las Parejas | 12 de Octubre            | 21 de junio | 16:00 |
| Defensores de Belgrano (VR) | 0 - 0 | Juventud U. U.       | Salomón Boeseldín        | 21 de junio | 17:00 |
| Talleres (C)                | 0 - 1 | Deportivo Maipú      | Mario Alberto Kempes     | 21 de junio | 18:00 |
| Gutiérrez SC                | 1 - 0 | Tiro Federal (R)     | General Gutiérrez        | 22 de junio | 16:00 |

| Juventud U. U.       | 1 - 1 | Talleres (C)                | Mario Sebastián Diez  | 27 de junio | 15:30 |
| Tiro Federal (R)     | 1 - 1 | Deportivo Maipú             | Fortín de Ludueña     | 28 de junio | 11:10 |
| Independiente (Ch)   | 2 - 1 | Unión (VK)                  | Raúl Orlando Lungarzo | 28 de junio | 15:00 |
| Gutiérrez SC         | 1 - 2 | 9 de Julio (M)              | General Gutiérrez     | 28 de junio | 15:30 |
| Sportivo Las Parejas | 2 - 1 | Defensores de Belgrano (VR) | 4 de Septiembre       | 28 de junio | 16:00 |

| Talleres (C)                | 2 - 0 | Sportivo Las Parejas | Mario Alberto Kempes     | 3 de julio | 20:00 |
| 9 de Julio (M)              | 2 - 0 | Tiro Federal (R)     | La Villa de Los Deportes | 3 de julio | 21:15 |
| Defensores de Belgrano (VR) | 3 - 1 | Independiente (Ch)   | Salomón Boeseldín        | 5 de julio | 16:00 |
| Unión (VK)                  | 6 - 0 | Gutiérrez SC         | 12 de Octubre            | 5 de julio | 16:00 |
| Deportivo Maipú             | 0 - 1 | Juventud U. U.       | Omar Higinio Sperdutti   | 5 de julio | 16:30 |

| Tiro Federal (R)     | 2 - 0 | Juventud U. U.              | Fortín de Ludueña        | 12 de julio | 11:00 |
| Independiente (Ch)   | 0 - 0 | Talleres (C)                | Raúl Orlando Lungarzo    | 12 de julio | 15:00 |
| Gutiérrez SC         | 1 - 2 | Defensores de Belgrano (VR) | General Gutiérrez        | 12 de julio | 16:00 |
| 9 de Julio (M)       | 4 - 0 | Unión (VK)                  | La Villa de Los Deportes | 12 de julio | 16:00 |
| Sportivo Las Parejas | 3 - 2 | Deportivo Maipú             | 4 de Septiembre          | 12 de julio | 17:00 |

| Talleres (C)                | 1 - 1 | Gutiérrez SC         | Mario Alberto Kempes   | 17 de julio | 19:00 |
| Juventud U. U.              | 2 - 1 | Sportivo Las Parejas | Mario Sebastián Diez   | 18 de julio | 16:00 |
| Defensores de Belgrano (VR) | 2 - 1 | 9 de Julio (M)       | Salomón Boeseldín      | 19 de julio | 16:00 |
| Unión (VK)                  | 3 - 1 | Tiro Federal (R)     | 12 de Octubre          | 19 de julio | 16:00 |
| Deportivo Maipú             | 1 - 1 | Independiente (Ch)   | Omar Higinio Sperdutti | 19 de julio | 16:15 |

| 1. 2. |

### Zona 3

#### Tabla de posiciones final
| Pos  | Equipo                                      | Pts | PJ | PG | PE | PP | GF | GC | Dif |
| ---- | ------------------------------------------- | --- | -- | -- | -- | -- | -- | -- | --- |
| 1.º  | Sol de América                              | 35  | 18 | 11 | 2  | 5  | 33 | 23 | 10  |
| 2.º  | Unión (Sunchales)                           | 34  | 18 | 10 | 4  | 4  | 25 | 15 | 10  |
| 3.º  | Mitre (Santiago del Estero)                 | 33  | 18 | 10 | 3  | 5  | 32 | 20 | 12  |
| 4.º  | Chaco For Ever                              | 31  | 18 | 8  | 7  | 3  | 24 | 16 | 8   |
| 5.º  | Gimnasia y Esgrima (Concepción del Uruguay) | 29  | 18 | 8  | 5  | 5  | 22 | 18 | 4   |
| 6.º  | Sportivo Patria                             | 27  | 18 | 7  | 6  | 5  | 21 | 15 | 6   |
| 7.º  | Sarmiento (Resistencia)                     | 26  | 18 | 7  | 5  | 6  | 24 | 23 | 1   |
| 8.º  | Libertad (Sunchales)                        | 23  | 18 | 7  | 2  | 9  | 21 | 24 | -3  |
| 9.º  | Vélez Sarsfield (San Ramón)                 | 7   | 18 | 1  | 4  | 13 | 14 | 33 | -19 |
| 10.º | Textil Mandiyú                              | 5   | 18 | 1  | 2  | 15 | 6  | 35 | -29 |

|  | Clasificados al Tetradecagonal. |
|  | Clasificados a la reválida.     |

#### Resultados
| Mitre (SdE)              | 3 - 1 | Vélez Sarsfield (SR) | 8 de abril           | 20 de marzo | 22:00 |
| Unión (S)                | 1 - 0 | Sportivo Patria      | De la Avenida        | 21 de marzo | 17:30 |
| Chaco For Ever           | 0 - 0 | Textil Mandiyú       | Juan Alberto García  | 22 de marzo | 17:30 |
| Sol de América           | 1 - 0 | Libertad (S)         | Antonio Romero       | 22 de marzo | 19:50 |
| Gimnasia y Esgrima (CdU) | 1 - 1 | Sarmiento (R)        | Manuel y Ramón Núñez | 22 de marzo | 20:30 |

| Textil Mandiyú       | 0 - 6 | Sol de América           | José Antonio Romero Feris | 29 de marzo | 16:30 |
| Sportivo Patria      | 3 - 2 | Sarmiento (R)            | Antonio Romero            | 29 de marzo | 16:30 |
| Vélez Sarsfield (SR) | 1 - 1 | Unión (S)                | Coliseo de los Sueños     | 29 de marzo | 17:00 |
| Libertad (S)         | 1 - 3 | Mitre (SdE)              | Dr. Plácido Tita          | 29 de marzo | 17:00 |
| Chaco For Ever       | 3 - 1 | Gimnasia y Esgrima (CdU) | Juan Alberto García       | 29 de marzo | 17:15 |

| Mitre (SdE)              | 2 - 0 | Textil Mandiyú       | 8 de abril           | 4 de abril | 20:10 |
| Sol de América           | 2 - 1 | Chaco For Ever       | Sol de América       | 5 de abril | 16:50 |
| Unión (S)                | 3 - 2 | Libertad (S)         | De la Avenida        | 5 de abril | 17:00 |
| Sarmiento (R)            | 1 - 0 | Vélez Sarsfield (SR) | Centenario           | 5 de abril | 18:30 |
| Gimnasia y Esgrima (CdU) | 2 - 0 | Sportivo Patria      | Manuel y Ramón Núñez | 5 de abril | 20:30 |

| Textil Mandiyú       | 1 - 2 | Unión (S)                | José Antonio Romero Feris | 12 de abril | 16:30 |
| Libertad (S)         | 0 - 1 | Sarmiento (R)            | Dr. Plácido Tita          | 12 de abril | 16:30 |
| Sol de América       | 3 - 1 | Gimnasia y Esgrima (CdU) | Antonio Romero            | 12 de abril | 16:50 |
| Chaco For Ever       | 2 - 3 | Mitre (SdE)              | Juan Alberto García       | 12 de abril | 17:00 |
| Vélez Sarsfield (SR) | 1 - 1 | Sportivo Patria          | Coliseo de los Sueños     | 12 de abril | 17:10 |

| Unión (S)                | 1 - 1 | Chaco For Ever       | De la Avenida        | 17 de abril | 21:00 |
| Sarmiento (R)            | 2 - 0 | Textil Mandiyú       | Centenario           | 18 de abril | 18:00 |
| Sportivo Patria          | 5 - 0 | Libertad (S)         | Antonio Romero       | 19 de abril | 16:00 |
| Gimnasia y Esgrima (CdU) | 2 - 0 | Vélez Sarsfield (SR) | Manuel y Ramón Núñez | 19 de abril | 17:00 |
| Mitre (SdE)              | 6 - 2 | Sol de América       | 8 de abril           | 20 de abril | 21:30 |

| Mitre (SdE)    | 1 - 1 | Gimnasia y Esgrima (CdU) | 8 de abril                | 25 de abril | 21:30 |
| Chaco For Ever | 1 - 1 | Sarmiento (R)            | Juan Alberto García       | 26 de abril | 11:00 |
| Sol de América | 0 - 1 | Unión (S)                | Antonio Romero            | 26 de abril | 16:00 |
| Libertad (S)   | 2 - 1 | Vélez Sarsfield (SR)     | Dr. Plácido Tita          | 26 de abril | 16:00 |
| Textil Mandiyú | 0 - 1 | Sportivo Patria          | José Antonio Romero Feris | 26 de abril | 16:30 |

| Vélez Sarsfield (SR)     | 1 - 0 | Textil Mandiyú | Coliseo de los Sueños | 2 de mayo | 21:00 |
| Gimnasia y Esgrima (CdU) | 2 - 0 | Libertad (S)   | Manuel y Ramón Núñez  | 3 de mayo | 15:30 |
| Unión (S)                | 3 - 1 | Mitre (SdE)    | De la Avenida         | 3 de mayo | 15:30 |
| Sportivo Patria          | 1 - 1 | Chaco For Ever | Sol de América        | 3 de mayo | 16:00 |
| Sarmiento (R)            | 1 - 2 | Sol de América | Centenario            | 4 de mayo | 20:00 |

| Textil Mandiyú | 1 - 1 | Libertad (S)             | José Antonio Romero Feris | 9 de mayo  | 16:00 |
| Mitre (SdE)    | 1 - 1 | Sarmiento (R)            | 8 de abril                | 9 de mayo  | 21:30 |
| Chaco For Ever | 3 - 1 | Vélez Sarsfield (SR)     | Juan Alberto García       | 10 de mayo | 11:00 |
| Unión (S)      | 1 - 0 | Gimnasia y Esgrima (CdU) | De la Avenida             | 10 de mayo | 16:00 |
| Sol de América | 1 - 1 | Sportivo Patria          | Antonio Romero            | 10 de mayo | 16:00 |

| Sarmiento (R)            | 1 - 1 | Unión (S)      | Centenario            | 22 de mayo | 20:30 |
| Gimnasia y Esgrima (CdU) | 1 - 0 | Textil Mandiyú | Manuel y Ramón Núñez  | 22 de mayo | 21:00 |
| Libertad (S)             | 3 - 1 | Chaco For Ever | Dr. Plácido Tita      | 22 de mayo | 21:00 |
| Vélez Sarsfield (SR)     | 1 - 2 | Sol de América | Coliseo de los Sueños | 22 de mayo | 22:15 |
| Sportivo Patria          | 0 - 1 | Mitre (SdE)    | Antonio Romero        | 23 de mayo | 16:00 |

| Sportivo Patria      | 1 - 0 | Unión (S)                | Antonio Romero            | 27 de mayo | 16:00 |
| Textil Mandiyú       | 0 - 1 | Chaco For Ever           | José Antonio Romero Feris | 27 de mayo | 16:00 |
| Sarmiento (R)        | 0 - 2 | Gimnasia y Esgrima (CdU) | Centenario                | 27 de mayo | 20:30 |
| Libertad (S)         | 1 - 1 | Sol de América           | Dr. Plácido Tita          | 27 de mayo | 21:00 |
| Vélez Sarsfield (SR) | 0 - 1 | Mitre (SdE)              | Coliseo de los Sueños     | 27 de mayo | 22:00 |

| Sol de América           | 2 - 0 | Textil Mandiyú       | Sol de América       | 31 de mayo | 15:45 |
| Unión (S)                | 3 - 1 | Vélez Sarsfield (SR) | De la Avenida        | 31 de mayo | 16:00 |
| Sarmiento (R)            | 1 - 1 | Sportivo Patria      | Centenario           | 31 de mayo | 16:00 |
| Mitre (SdE)              | 2 - 1 | Libertad (S)         | 8 de abril           | 31 de mayo | 17:00 |
| Gimnasia y Esgrima (CdU) | 0 - 1 | Chaco For Ever       | Manuel y Ramón Núñez | 31 de mayo | 19:00 |

| Textil Mandiyú       | 0 - 2 | Mitre (SdE)              | José Antonio Romero Feris | 6 de junio | 15:00 |
| Libertad (S)         | 1 - 0 | Unión (S)                | Dr. Plácido Tita          | 6 de junio | 17:10 |
| Chaco For Ever       | 2 - 1 | Sol de América           | Juan Alberto García       | 7 de junio | 15:30 |
| Sportivo Patria      | 1 - 1 | Gimnasia y Esgrima (CdU) | Antonio Romero            | 7 de junio | 16:00 |
| Vélez Sarsfield (SR) | 2 - 3 | Sarmiento (R)            | Coliseo de los Sueños     | 7 de junio | 16:00 |

| Sportivo Patria          | 1 - 0 | Vélez Sarsfield (SR) | Antonio Romero       | 12 de junio | 20:30 |
| Unión (S)                | 4 - 0 | Textil Mandiyú       | De la Avenida        | 12 de junio | 21:00 |
| Sarmiento (R)            | 1 - 0 | Libertad (S)         | Centenario           | 13 de junio | 15:30 |
| Gimnasia y Esgrima (CdU) | 3 - 1 | Sol de América       | Manuel y Ramón Núñez | 14 de junio | 15:30 |
| Mitre (SdE)              | 0 - 0 | Chaco For Ever       | 8 de abril           | 14 de junio | 16:00 |

| Textil Mandiyú       | 0 - 5 | Sarmiento (R)            | José Antonio Romero Feris | 21 de junio | 15:00 |
| Libertad (S)         | 1 - 0 | Sportivo Patria          | Dr. Plácido Tita          | 21 de junio | 15:30 |
| Sol de América       | 2 - 0 | Mitre (SdE)              | Sol de América            | 21 de junio | 15:30 |
| Chaco For Ever       | 3 - 0 | Unión (S)                | Juan Alberto García       | 21 de junio | 16:00 |
| Vélez Sarsfield (SR) | 1 - 1 | Gimnasia y Esgrima (CdU) | Coliseo de los Sueños     | 21 de junio | 16:00 |

| Sarmiento (R)            | 0 - 1 | Chaco For Ever | Centenario            | 27 de junio | 15:30 |
| Vélez Sarsfield (SR)     | 1 - 3 | Libertad (S)   | Coliseo de los Sueños | 27 de junio | 16:00 |
| Sportivo Patria          | 2 - 0 | Textil Mandiyú | Antonio Romero        | 27 de junio | 16:00 |
| Gimnasia y Esgrima (CdU) | 2 - 0 | Mitre (SdE)    | Manuel y Ramón Núñez  | 28 de junio | 15:00 |
| Unión (S)                | 2 - 0 | Sol de América | De la Avenida         | 28 de junio | 15:30 |

| Textil Mandiyú | 3 - 0 | Vélez Sarsfield (SR)     | José Antonio Romero Feris | 3 de julio | 15:00 |
| Sol de América | 3 - 1 | Sarmiento (R)            | Sol de América            | 4 de julio | 15:00 |
| Libertad (S)   | 4 - 0 | Gimnasia y Esgrima (CdU) | Dr. Plácido Tita          | 5 de julio | 15:30 |
| Chaco For Ever | 1 - 1 | Sportivo Patria          | Juan Alberto García       | 5 de julio | 15:30 |
| Mitre (SdE)    | 1 - 2 | Unión (S)                | 8 de abril                | 5 de julio | 16:00 |

| Sportivo Patria          | 1 - 2 | Sol de América | Antonio Romero        | 11 de julio | 15:00 |
| Vélez Sarsfield (SR)     | 1 - 1 | Chaco For Ever | Coliseo de los Sueños | 11 de julio | 17:00 |
| Sarmiento (R)            | 1 - 5 | Mitre (SdE)    | Centenario            | 12 de julio | 15:00 |
| Gimnasia y Esgrima (CdU) | 0 - 0 | Unión (S)      | Manuel y Ramón Núñez  | 12 de julio | 15:30 |
| Libertad (S)             | 1 - 0 | Textil Mandiyú | Dr. Plácido Tita      | 12 de julio | 15:30 |

| Unión (S)      | 0 - 1 | Sarmiento (R)            | De la Avenida             | 19 de julio | 15:00 |
| Mitre (SdE)    | 0 - 1 | Sportivo Patria          | 8 de abril                | 19 de julio | 15:00 |
| Sol de América | 2 - 1 | Vélez Sarsfield (SR)     | Sol de América            | 19 de julio | 15:00 |
| Chaco For Ever | 1 - 0 | Libertad (S)             | Juan Alberto García       | 19 de julio | 15:00 |
| Textil Mandiyú | 1 - 2 | Gimnasia y Esgrima (CdU) | José Antonio Romero Feris | 19 de julio | 15:00 |

| 1. |

### Zona 4

#### Tabla de posiciones final
| Pos  | Equipo                       | Pts | PJ | PG | PE | PP | GF | GC | Dif |
| ---- | ---------------------------- | --- | -- | -- | -- | -- | -- | -- | --- |
| 1.º  | Juventud Antoniana           | 43  | 18 | 13 | 4  | 1  | 31 | 11 | 20  |
| 2.º  | Unión Aconquija              | 36  | 18 | 10 | 6  | 2  | 23 | 8  | 15  |
| 3.º  | San Martín (Tucumán)         | 36  | 18 | 10 | 6  | 2  | 28 | 16 | 12  |
| 4.º  | Gimnasia y Tiro (Salta)      | 33  | 18 | 10 | 3  | 5  | 19 | 13 | 6   |
| 5.º  | Concepción FC                | 29  | 18 | 8  | 5  | 5  | 26 | 15 | 11  |
| 6.º  | Altos Hornos Zapla           | 21  | 18 | 6  | 3  | 9  | 17 | 21 | -4  |
| 7.º  | San Lorenzo de Alem          | 19  | 18 | 4  | 7  | 7  | 22 | 23 | -1  |
| 8.º  | San Jorge (Tucumán)          | 14  | 18 | 4  | 2  | 12 | 19 | 33 | -14 |
| 9.º  | Andino                       | 10  | 18 | 2  | 4  | 12 | 12 | 38 | -26 |
| 10.º | Américo Tesorieri (La Rioja) | 7   | 18 | 1  | 4  | 13 | 9  | 28 | -19 |

|  | Clasificados al Tetradecagonal. |
|  | Clasificados a la reválida.     |

|  |

#### Resultados
| Unión Aconquija        | 1 - 0 | San Lorenzo de Alem | Municipal de Aconquija | 22 de marzo | 17:00 |
| San Martín (T)         | 1 - 0 | Concepción FC       | La Ciudadela           | 22 de marzo | 17:00 |
| Gimnasia y Tiro (S)    | 2 - 1 | Andino              | El Gigante del Norte   | 22 de marzo | 17:00 |
| Altos Hornos Zapla     | 2 - 2 | San Jorge (T)       | Emilio Fabrizzi        | 22 de marzo | 18:00 |
| Américo Tesorieri (LR) | 1 - 2 | Juventud Antoniana  | Carlos Mercado Luna    | 22 de marzo | 18:00 |

| Concepción FC       | 1 - 0 | Gimnasia y Tiro (S)    | Stewart Shipton              | 29 de marzo | 16:40 |
| San Lorenzo de Alem | 1 - 1 | Américo Tesorieri (LR) | Bicentenario C. de Catamarca | 29 de marzo | 17:00 |
| Andino              | 0 - 2 | Unión Aconquija        | Carlos Mercado Luna          | 29 de marzo | 17:00 |
| San Martín (T)      | 0 - 0 | Altos Hornos Zapla     | La Ciudadela                 | 29 de marzo | 17:00 |
| Juventud Antoniana  | 2 - 1 | San Jorge (T)          | Padre Ernesto Martearena     | 29 de marzo | 17:30 |

| Unión Aconquija        | 1 - 1 | Concepción FC       | Municipal de Aconquija | 5 de abril | 16:30 |
| San Jorge (T)          | 1 - 1 | San Lorenzo de Alem | Senador Luis Cruz      | 5 de abril | 16:30 |
| Altos Hornos Zapla     | 0 - 1 | Juventud Antoniana  | Emilio Fabrizzi        | 5 de abril | 17:00 |
| Américo Tesorieri (LR) | 1 - 1 | Andino              | Carlos Mercado Luna    | 5 de abril | 17:00 |
| Gimnasia y Tiro (S)    | 0 - 2 | San Martín (T)      | El Gigante del Norte   | 5 de abril | 17:30 |

| Gimnasia y Tiro (S) | 1 - 0 | Altos Hornos Zapla     | El Gigante del Norte         | 10 de abril | 22:00 |
| Concepción FC       | 0 - 0 | Américo Tesorieri (LR) | Stewart Shipton              | 12 de abril | 16:30 |
| San Martín (T)      | 1 - 1 | Unión Aconquija        | La Ciudadela                 | 12 de abril | 17:00 |
| Andino              | 1 - 2 | San Jorge (T)          | Estadio de Vargas            | 12 de abril | 17:00 |
| San Lorenzo de Alem | 0 - 1 | Juventud Antoniana     | Bicentenario C. de Catamarca | 12 de abril | 17:30 |

| Américo Tesorieri (LR) | 2 - 3 | San Martín (T)      | Carlos Mercado Luna       | 19 de abril | 16:00 |
| Unión Aconquija        | 0 - 1 | Gimnasia y Tiro (S) | Tiro Federal de Andalgalá | 19 de abril | 16:30 |
| Altos Hornos Zapla     | 1 - 2 | San Lorenzo de Alem | Emilio Fabrizzi           | 19 de abril | 17:00 |
| Juventud Antoniana     | 4 - 0 | Andino              | Padre Ernesto Martearena  | 19 de abril | 17:30 |
| San Jorge (T)          | 0 - 3 | Concepción FC       | Monumental José Fierro    | 20 de abril | 17:00 |

| Gimnasia y Tiro (S) | 1 - 0 | Américo Tesorieri (LR) | El Gigante del Norte   | 24 de abril | 22:00 |
| Concepción FC       | 2 - 1 | Juventud Antoniana     | Stewart Shipton        | 26 de abril | 16:30 |
| Andino              | 3 - 3 | San Lorenzo de Alem    | Carlos Mercado Luna    | 26 de abril | 16:30 |
| Unión Aconquija     | 3 - 0 | Altos Hornos Zapla     | Municipal de Aconquija | 26 de abril | 17:00 |
| San Martín (T)      | 4 - 2 | San Jorge (T)          | La Ciudadela           | 28 de abril | 22:00 |

| Américo Tesorieri (LR) | 0 - 1 | Unión Aconquija     | Carlos Mercado Luna          | 2 de mayo | 16:00 |
| Altos Hornos Zapla     | 2 - 0 | Andino              | Emilio Fabrizzi              | 3 de mayo | 11:00 |
| San Jorge (T)          | 0 - 2 | Gimnasia y Tiro (S) | Monumental José Fierro       | 3 de mayo | 11:00 |
| Juventud Antoniana     | 2 - 0 | San Martín (T)      | Padre Ernesto Martearena     | 3 de mayo | 11:30 |
| San Lorenzo de Alem    | 0 - 2 | Concepción FC       | Bicentenario C. de Catamarca | 3 de mayo | 15:30 |

| San Martín (T)         | 1 - 1 | San Lorenzo de Alem | La Ciudadela              | 9 de mayo  | 19:00 |
| Gimnasia y Tiro (S)    | 0 - 1 | Juventud Antoniana  | El Gigante del Norte      | 10 de mayo | 16:00 |
| Américo Tesorieri (LR) | 1 - 0 | Altos Hornos Zapla  | Carlos Mercado Luna       | 10 de mayo | 16:00 |
| Concepción FC          | 1 - 1 | Andino              | Stewart Shipton           | 10 de mayo | 16:15 |
| Unión Aconquija        | 2 - 0 | San Jorge (T)       | Tiro Federal de Andalgalá | 10 de mayo | 17:00 |

| San Lorenzo de Alem | 1 - 1 | Gimnasia y Tiro (S)    | Bicentenario C. de Catamarca | 22 de mayo | 21:30 |
| Juventud Antoniana  | 1 - 0 | Unión Aconquija        | Padre Ernesto Martearena     | 22 de mayo | 22:00 |
| San Jorge (T)       | 1 - 0 | Américo Tesorieri (LR) | Senador Luis Cruz            | 23 de mayo | 16:00 |
| Andino              | 0 - 3 | San Martín (T)         | Carlos Mercado Luna          | 23 de mayo | 16:10 |
| Altos Hornos Zapla  | 1 - 2 | Concepción FC          | Emilio Fabrizzi              | 23 de mayo | 21:30 |

| Andino              | 2 - 1 | Gimnasia y Tiro (S)    | Carlos Mercado Luna          | 27 de mayo | 16:00 |
| San Jorge (T)       | 1 - 2 | Altos Hornos Zapla     | Senador Luis Cruz            | 27 de mayo | 16:00 |
| San Lorenzo de Alem | 1 - 1 | Unión Aconquija        | Bicentenario C. de Catamarca | 27 de mayo | 21:30 |
| Concepción FC       | 1 - 1 | San Martín (T)         | Stewart Shipton              | 27 de mayo | 22:00 |
| Juventud Antoniana  | 2 - 1 | Américo Tesorieri (LR) | Padre Ernesto Martearena     | 28 de mayo | 22:15 |

| Unión Aconquija        | 3 - 1 | Andino              | Municipal de Aconquija | 31 de mayo | 16:00 |
| Gimnasia y Tiro (S)    | 3 - 1 | Concepción FC       | El Gigante del Norte   | 31 de mayo | 16:30 |
| Altos Hornos Zapla     | 3 - 1 | San Martín (T)      | Emilio Fabrizzi        | 31 de mayo | 17:00 |
| Américo Tesorieri (LR) | 1 - 3 | San Lorenzo de Alem | Carlos Mercado Luna    | 1 de junio | 16:00 |
| San Jorge (T)          | 1 - 4 | Juventud Antoniana  | Senador Luis Cruz      | 1 de junio | 16:00 |

| San Lorenzo de Alem | 2 - 1 | San Jorge (T)          | Bicentenario C. de Catamarca | 6 de junio | 18:30 |
| Andino              | 0 - 0 | Américo Tesorieri (LR) | Carlos Mercado Luna          | 7 de junio | 16:00 |
| Concepción FC       | 1 - 2 | Unión Aconquija        | Stewart Shipton              | 7 de junio | 16:00 |
| San Martín (T)      | 3 - 0 | Gimnasia y Tiro (S)    | La Ciudadela                 | 7 de junio | 16:00 |
| Juventud Antoniana  | 1 - 1 | Altos Hornos Zapla     | Padre Ernesto Martearena     | 7 de junio | 16:30 |

| Américo Tesorieri (LR) | 0 - 3 | Concepción FC       | Carlos Mercado Luna      | 14 de junio | 15:00 |
| Unión Aconquija        | 0 - 0 | San Martín (T)      | Municipal de Aconquija   | 14 de junio | 16:00 |
| San Jorge (T)          | 3 - 0 | Andino              | Senador Luis Cruz        | 14 de junio | 16:00 |
| Juventud Antoniana     | 3 - 2 | San Lorenzo de Alem | Padre Ernesto Martearena | 14 de junio | 16:30 |
| Altos Hornos Zapla     | 0 - 2 | Gimnasia y Tiro (S) | Emilio Fabrizzi          | 14 de junio | 17:00 |

| San Martín (T)      | 2 - 0 | Américo Tesorieri (LR) | La Ciudadela                 | 19 de junio | 21:45 |
| Concepción FC       | 3 - 1 | San Jorge (T)          | Stewart Shipton              | 20 de junio | 15:00 |
| Andino              | 0 - 2 | Juventud Antoniana     | Carlos Mercado Luna          | 20 de junio | 20:30 |
| San Lorenzo de Alem | 1 - 2 | Altos Hornos Zapla     | Bicentenario C. de Catamarca | 21 de junio | 16:30 |
| Gimnasia y Tiro (S) | 0 - 0 | Unión Aconquija        | El Gigante del Norte         | 21 de junio | 18:00 |

| San Jorge (T)          | 0 - 1 | San Martín (T)      | Monumental José Fierro       | 27 de junio | 16:00 |
| San Lorenzo de Alem    | 3 - 0 | Andino              | Bicentenario C. de Catamarca | 27 de junio | 18:15 |
| Américo Tesorieri (LR) | 0 - 2 | Gimnasia y Tiro (S) | Carlos Mercado Luna          | 28 de junio | 15:30 |
| Juventud Antoniana     | 2 - 0 | Concepción FC       | Padre Ernesto Martearena     | 28 de junio | 16:00 |
| Altos Hornos Zapla     | 0 - 2 | Unión Aconquija     | Emilio Fabrizzi              | 28 de junio | 16:30 |

| Andino              | 1 - 0 | Altos Hornos Zapla     | Carlos Mercado Luna    | 3 de julio | 21:30 |
| San Martín (T)      | 1 - 1 | Juventud Antoniana     | La Ciudadela           | 5 de julio | 16:00 |
| Unión Aconquija     | 2 - 0 | Américo Tesorieri (LR) | Municipal de Aconquija | 5 de julio | 16:00 |
| Gimnasia y Tiro (S) | 2 - 1 | San Jorge (T)          | El Gigante del Norte   | 5 de julio | 16:00 |
| Concepción FC       | 0 - 0 | San Lorenzo de Alem    | Stewart Shipton        | 5 de julio | 16:00 |

| San Jorge (T)       | 0 - 1 | Unión Aconquija        | Senador Luis Cruz            | 11 de julio | 16:00 |
| San Lorenzo de Alem | 1 - 2 | San Martín (T)         | Bicentenario C. de Catamarca | 12 de julio | 15:00 |
| Andino              | 0 - 4 | Concepción FC          | Carlos Mercado Luna          | 12 de julio | 16:00 |
| Juventud Antoniana  | 0 - 0 | Gimnasia y Tiro (S)    | Padre Ernesto Martearena     | 12 de julio | 16:00 |
| Altos Hornos Zapla  | 2 - 0 | Américo Tesorieri (LR) | Emilio Fabrizzi              | 12 de julio | 16:30 |

| Unión Aconquija        | 1 - 1 | Juventud Antoniana  | Municipal de Aconquija | 18 de julio | 16:00 |
| Gimnasia y Tiro (S)    | 1 - 0 | San Lorenzo de Alem | El Gigante del Norte   | 19 de julio | 15:00 |
| Concepción FC          | 0 - 1 | Altos Hornos Zapla  | Stewart Shipton        | 19 de julio | 15:00 |
| Américo Tesorieri (LR) | 1 - 2 | San Jorge (T)       | Carlos Mercado Luna    | 19 de julio | 15:30 |
| San Martín (T)         | 2 - 1 | Andino              | La Ciudadela           | 19 de julio | 16:00 |

| 1. 2. 3. |

### Tabla de cuartos puestos
| Pos | Equipo                  | Pts | PJ | PG | PE | PP | GF | GC | Dif |
| --- | ----------------------- | --- | -- | -- | -- | -- | -- | -- | --- |
| 1.º | Gimnasia y Tiro (Salta) | 33  | 18 | 10 | 3  | 5  | 19 | 13 | 6   |
| 2.º | Chaco For Ever          | 31  | 18 | 8  | 7  | 3  | 24 | 16 | 8   |
| 3.º | Independiente (Neuquén) | 29  | 18 | 8  | 5  | 5  | 27 | 23 | 4   |
| 4.º | Unión (Villa Krause)    | 25  | 18 | 7  | 4  | 7  | 25 | 26 | -1  |

|  | Clasificados al Tetradecagonal. |

## Segunda fase

### Tetradecagonal final
Está integrado por los catorce clasificados de la primera fase, tres de cada zona y los dos mejores cuartos. Se disputa en una sola rueda de todos contra todos, iniciada con puntaje 0 (cero), en la que los primeros y los dos mejores segundos disputarán 7 partidos de local y 6 de visitante. El ganador se consagrará campeón y ascenderá a la Primera B Nacional. El 2.º, el 3.º y el 4.º clasificarán en forma directa a la Quinta fase, mientras que del 5.º al 14.º pasarán a disputar la Tercera fase, junto a diez clubes de la fase reválida.

#### Tabla de posiciones final
| Pos. | Equipo                       | Pts. | PJ | PG | PE | PP | GF | GC | Dif. |
| ---- | ---------------------------- | ---- | -- | -- | -- | -- | -- | -- | ---- |
| 01.º | Talleres (Córdoba)           | 31   | 13 | 9  | 4  | 0  | 22 | 8  | 14   |
| 02.º | Defensores de Belgrano (VR)  | 28   | 13 | 9  | 1  | 3  | 23 | 10 | 13   |
| 03.º | Juventud Unida Universitario | 23   | 13 | 6  | 5  | 2  | 18 | 11 | 7    |
| 04.º | Unión Aconquija              | 20   | 13 | 6  | 2  | 5  | 12 | 11 | 1    |
| 05.º | Mitre (Santiago del Estero)  | 19   | 13 | 5  | 4  | 4  | 9  | 9  | 0    |
| 06.º | Juventud Antoniana           | 17   | 13 | 4  | 5  | 4  | 12 | 11 | 1    |
| 07.º | Unión (Sunchales)            | 17   | 13 | 5  | 2  | 6  | 15 | 17 | −2   |
| 08.º | Chaco For Ever               | 16   | 13 | 4  | 4  | 5  | 18 | 16 | 2    |
| 09.º | Gimnasia y Tiro (Salta)      | 16   | 13 | 4  | 4  | 5  | 9  | 11 | −2   |
| 10.º | Sol de América               | 16   | 13 | 4  | 4  | 5  | 14 | 20 | −6   |
| 11.º | Tiro Federal (Bahía Blanca)  | 15   | 13 | 4  | 3  | 6  | 16 | 22 | −6   |
| 12.º | Cipolletti                   | 13   | 13 | 4  | 1  | 8  | 14 | 18 | −4   |
| 13.º | San Martín (Tucumán)         | 11   | 13 | 2  | 5  | 6  | 11 | 17 | −6   |
| 14.º | Deportivo Roca               | 7    | 13 | 1  | 4  | 8  | 10 | 22 | −12  |

|  | Campeón. Ascendió a la Primera B Nacional y clasificó a la Copa Argentina 2015-16. |
|  | Clasificados a la Quinta fase y a la Copa Argentina 2015-16.                       |
|  | Clasificado a la Tercera fase y a la Copa Argentina 2015-16                        |
|  | Clasificados a la Tercera fase.                                                    |

|  |

#### Resultados
| San Martín (T)      | 1 - 1 | Mitre (SdE)                 | La Ciudadela             | 25 de julio | 18:30 |
| Talleres (C)        | 1 - 1 | Defensores de Belgrano (VR) | Mario Alberto Kempes     | 25 de julio | 19:30 |
| Unión (S)           | 1 - 1 | Sol de América              | De la Avenida            | 26 de julio | 15:00 |
| Deportivo Roca      | 1 - 1 | Cipolletti                  | Luis Maiolino            | 26 de julio | 15:30 |
| Juventud Antoniana  | 1 - 0 | Unión Aconquija             | Padre Ernesto Martearena | 26 de julio | 16:00 |
| Juventud U. U.      | 3 - 1 | Tiro Federal (BB)           | Mario Sebastián Diez     | 26 de julio | 16:00 |
| Gimnasia y Tiro (S) | 0 - 0 | Chaco For Ever              | El Gigante del Norte     | 26 de julio | 17:00 |

| Tiro Federal (BB)           | 0 - 0 | Mitre (SdE)         | Onofre Pirrone         | 1 de agosto | 15:30 |
| Chaco For Ever              | 1 - 1 | Juventud U. U.      | Juan Alberto García    | 2 de agosto | 15:30 |
| Defensores de Belgrano (VR) | 2 - 0 | Unión (S)           | Salomón Boeseldín      | 2 de agosto | 16:00 |
| Cipolletti                  | 3 - 1 | Gimnasia y Tiro (S) | La Visera de Cemento   | 2 de agosto | 16:00 |
| Unión Aconquija             | 1 - 0 | Deportivo Roca      | Municipal de Aconquija | 2 de agosto | 16:00 |
| Sol de América              | 2 - 1 | Juventud Antoniana  | Sol de América         | 2 de agosto | 16:30 |
| Talleres (C)                | 1 - 1 | San Martín (T)      | Mario Alberto Kempes   | 2 de agosto | 17:00 |

| Mitre (SdE)         | 2 - 1 | Chaco For Ever              | Dres. José y Antonio Castiglione | 14 de agosto | 15:00 |
| Gimnasia y Tiro (S) | 1 - 0 | Unión Aconquija             | El Gigante del Norte             | 14 de agosto | 22:00 |
| Juventud U. U.      | 3 - 0 | Cipolletti                  | Mario Sebastián Diez             | 15 de agosto | 16:00 |
| San Martín (T)      | 1 - 2 | Tiro Federal (BB)           | La Ciudadela                     | 15 de agosto | 18:00 |
| Juventud Antoniana  | 2 - 1 | Defensores de Belgrano (VR) | Fray Honorato Pistoia            | 16 de agosto | 16:30 |
| Deportivo Roca      | 1 - 1 | Sol de América              | Luis Maiolino                    | 16 de agosto | 16:30 |
| Unión (S)           | 1 - 2 | Talleres (C)                | De la Avenida                    | 17 de agosto | 16:00 |

| Chaco For Ever              | 2 - 2 | Tiro Federal (BB)   | Juan Alberto García    | 22 de agosto | 15:30 |
| Cipolletti                  | 2 - 0 | Mitre (SdE)         | La Visera de Cemento   | 23 de agosto | 15:30 |
| Unión Aconquija             | 0 - 0 | Juventud U. U.      | Municipal de Aconquija | 23 de agosto | 16:00 |
| Defensores de Belgrano (VR) | 3 - 2 | Deportivo Roca      | Salomón Boeseldín      | 23 de agosto | 16:00 |
| Unión (S)                   | 2 - 0 | San Martín (T)      | De la Avenida          | 23 de agosto | 16:00 |
| Sol de América              | 1 - 2 | Gimnasia y Tiro (S) | Sol de América         | 23 de agosto | 16:45 |
| Talleres (C)                | 2 - 0 | Juventud Antoniana  | Mario Alberto Kempes   | 24 de agosto | 20:30 |

| San Martín (T)      | 2 - 1 | Chaco For Ever              | La Ciudadela                     | 28 de agosto | 21:00 |
| Tiro Federal (BB)   | 2 - 1 | Cipolletti                  | Onofre Pirrone                   | 30 de agosto | 15:30 |
| Mitre (SdE)         | 0 - 0 | Unión Aconquija             | Dres. José y Antonio Castiglione | 30 de agosto | 15:30 |
| Deportivo Roca      | 0 - 2 | Talleres (C)                | Luis Maiolino                    | 30 de agosto | 16:00 |
| Juventud U. U.      | 3 - 0 | Sol de América              | Mario Sebastián Diez             | 30 de agosto | 16:00 |
| Juventud Antoniana  | 2 - 0 | Unión (S)                   | Fray Honorato Pistoia            | 30 de agosto | 17:00 |
| Gimnasia y Tiro (S) | 0 - 1 | Defensores de Belgrano (VR) | El Gigante del Norte             | 30 de agosto | 18:00 |

| Sol de América              | 0 - 0 | Mitre (SdE)         | Sol de América         | 5 de septiembre | 16:00 |
| Unión Aconquija             | 3 - 0 | Tiro Federal (BB)   | Municipal de Aconquija | 6 de septiembre | 16:00 |
| Cipolletti                  | 0 - 1 | Chaco For Ever      | La Visera de Cemento   | 6 de septiembre | 16:00 |
| Defensores de Belgrano (VR) | 4 - 0 | Juventud U. U.      | Salomón Boeseldín      | 6 de septiembre | 16:00 |
| Talleres (C)                | 0 - 0 | Gimnasia y Tiro (S) | Mario Alberto Kempes   | 6 de septiembre | 17:00 |
| Juventud Antoniana          | 1 - 1 | San Martín (T)      | Fray Honorato Pistoia  | 6 de septiembre | 17:00 |
| Unión (S)                   | 3 - 0 | Deportivo Roca      | De la Avenida          | 6 de septiembre | 18:00 |

| Cipolletti          | 2 - 0 | San Martín (T)              | La Visera de Cemento             | 12 de septiembre | 21:00 |
| Chaco For Ever      | 4 - 1 | Unión Aconquija             | Juan Alberto García              | 13 de septiembre | 11:00 |
| Gimnasia y Tiro (S) | 0 - 0 | Unión (S)                   | El Gigante del Norte             | 13 de septiembre | 15:30 |
| Deportivo Roca      | 1 - 1 | Juventud Antoniana          | Luis Maiolino                    | 13 de septiembre | 15:30 |
| Mitre (SdE)         | 1 - 0 | Defensores de Belgrano (VR) | Dres. José y Antonio Castiglione | 13 de septiembre | 15:45 |
| Juventud U. U.      | 1 - 1 | Talleres (C)                | Mario Sebastián Diez             | 13 de septiembre | 16:00 |
| Tiro Federal (BB)   | 3 - 0 | Sol de América              | Onofre Pirrone                   | 13 de septiembre | 16:00 |

| Sol de América              | 3 - 1 | Chaco For Ever      | Sol de América         | 19 de septiembre | 16:30 |
| Talleres (C)                | 2 - 0 | Mitre (SdE)         | Mario Alberto Kempes   | 19 de septiembre | 20:00 |
| Defensores de Belgrano (VR) | 2 - 1 | Tiro Federal (BB)   | Salomón Boeseldín      | 20 de septiembre | 16:00 |
| Unión (S)                   | 2 - 1 | Juventud U. U.      | De la Avenida          | 20 de septiembre | 16:00 |
| Unión Aconquija             | 2 - 1 | Cipolletti          | Municipal de Aconquija | 20 de septiembre | 16:30 |
| Juventud Antoniana          | 2 - 0 | Gimnasia y Tiro (S) | Fray Honorato Pistoia  | 20 de septiembre | 17:00 |
| San Martín (T)              | 2 - 0 | Deportivo Roca      | La Ciudadela           | 20 de septiembre | 17:30 |

| Gimnasia y Tiro (S) | 1 - 1 | Deportivo Roca              | El Gigante del Norte             | 25 de septiembre | 22:00 |
| Juventud U. U.      | 1 - 1 | Juventud Antoniana          | Mario Sebastián Diez             | 26 de septiembre | 16:00 |
| Mitre (SdE)         | 2 - 0 | Unión (S)                   | Dres. José y Antonio Castiglione | 26 de septiembre | 16:30 |
| Chaco For Ever      | 0 - 1 | Defensores de Belgrano (VR) | Juan Alberto García              | 27 de septiembre | 11:00 |
| Tiro Federal (BB)   | 2 - 4 | Talleres (C)                | Onofre Pirrone                   | 27 de septiembre | 15:00 |
| Cipolletti          | 0 - 1 | Sol de América              | La Visera de Cemento             | 27 de septiembre | 16:00 |
| Unión Aconquija     | 1 - 0 | San Martín (T)              | Municipal de Aconquija           | 27 de septiembre | 17:00 |

| San Martín (T)              | 0 - 2 | Gimnasia y Tiro (S) | La Ciudadela          | 3 de octubre | 17:00 |
| Defensores de Belgrano (VR) | 1 - 0 | Cipolletti          | Salomón Boeseldín     | 4 de octubre | 16:00 |
| Deportivo Roca              | 0 - 2 | Juventud U. U.      | Luis Maiolino         | 4 de octubre | 16:30 |
| Sol de América              | 3 - 1 | Unión Aconquija     | Sol de América        | 4 de octubre | 16:30 |
| Talleres (C)                | 2 - 1 | Chaco For Ever      | Mario Alberto Kempes  | 4 de octubre | 17:00 |
| Unión (S)                   | 2 - 1 | Tiro Federal (BB)   | De la Avenida         | 4 de octubre | 17:00 |
| Juventud Antoniana          | 0 - 1 | Mitre (SdE)         | Fray Honorato Pistoia | 4 de octubre | 17:00 |

| Cipolletti        | 1 - 3 | Talleres (C)                | La Visera de Cemento             | 11 de octubre | 16:00 |
| Tiro Federal (BB) | 0 - 0 | Juventud Antoniana          | Onofre Pirrone                   | 11 de octubre | 16:05 |
| Unión Aconquija   | 1 - 0 | Defensores de Belgrano (VR) | Municipal de Aconquija           | 11 de octubre | 16:30 |
| Mitre (SdE)       | 1 - 0 | Deportivo Roca              | Dres. José y Antonio Castiglione | 11 de octubre | 16:30 |
| Chaco For Ever    | 2 - 1 | Unión (S)                   | Juan Alberto García              | 11 de octubre | 16:30 |
| Sol de América    | 1 - 1 | San Martín (T)              | Sol de América                   | 11 de octubre | 19:35 |
| Juventud U. U.    | 1 - 0 | Gimnasia y Tiro (S)         | Mario Sebastián Diez             | 12 de octubre | 16:00 |

| San Martín (T)              | 1 - 1 | Juventud U. U.    | La Ciudadela          | 17 de octubre | 16:30 |
| Deportivo Roca              | 4 - 1 | Tiro Federal (BB) | Luis Maiolino         | 17 de octubre | 21:00 |
| Unión (S)                   | 3 - 2 | Cipolletti        | De la Avenida         | 18 de octubre | 16:30 |
| Talleres (C)                | 1 - 0 | Unión Aconquija   | Mario Alberto Kempes  | 18 de octubre | 17:00 |
| Defensores de Belgrano (VR) | 5 - 1 | Sol de América    | Salomón Boeseldín     | 18 de octubre | 17:00 |
| Juventud Antoniana          | 1 - 1 | Chaco For Ever    | Fray Honorato Pistoia | 18 de octubre | 17:30 |
| Gimnasia y Tiro (S)         | 2 - 1 | Mitre (SdE)       | El Gigante del Norte  | 19 de octubre | 22:00 |

| Chaco For Ever              | 3 - 0 | Deportivo Roca      | Juan Alberto García              | 23 de octubre | 17:00 |
| Mitre (SdE)                 | 0 - 1 | Juventud U. U.      | Dres. José y Antonio Castiglione | 27 de octubre | 16:00 |
| Cipolletti                  | 1 - 0 | Juventud Antoniana  | La Visera de Cemento             | 27 de octubre | 16:00 |
| Unión Aconquija             | 2 - 0 | Unión (S)           | Municipal de Aconquija           | 27 de octubre | 16:00 |
| Defensores de Belgrano (VR) | 2 - 1 | San Martín (T)      | Salomón Boeseldín                | 27 de octubre | 16:05 |
| Tiro Federal (BB)           | 1 - 0 | Gimnasia y Tiro (S) | Onofre Pirrone                   | 27 de octubre | 16:05 |
| Sol de América              | 0 - 1 | Talleres (C)        | Sol de América                   | 27 de octubre | 16:05 |

| 1. |

### Reválida
Los veintiséis clubes que no clasificaron al tetradecagonal, se agruparon en dos zonas de trece equipos cada una, para cuya integración se tomó en cuenta la proximidad geográfica. Se disputó por el sistema de todos contra todos, partiendo de puntaje 0 (cero). Clasificaron a la Tercera fase los cinco mejores de cada una, excepto si se encontraban descendidos.

#### Zona A

##### Tabla de posiciones final
| Pos. | Equipo                            | Pts. | PJ | PG | PE | PP | GF | GC | Dif. |
| ---- | --------------------------------- | ---- | -- | -- | -- | -- | -- | -- | ---- |
| 01.º | Alvarado                          | 23   | 12 | 6  | 5  | 1  | 23 | 11 | 12   |
| 02.º | Sportivo Las Parejas              | 22   | 12 | 6  | 4  | 2  | 15 | 10 | 5    |
| 03.º | 9 de Julio (Morteros)             | 20   | 12 | 6  | 2  | 4  | 15 | 10 | 5    |
| 04.º | CAI                               | 19   | 12 | 5  | 4  | 3  | 14 | 7  | 7    |
| 05.º | Deportivo Madryn                  | 19   | 12 | 5  | 4  | 3  | 15 | 9  | 6    |
| 06.º | Deportivo Maipú                   | 19   | 12 | 4  | 7  | 1  | 14 | 11 | 3    |
| 07.º | Gutiérrez SC                      | 18   | 12 | 4  | 6  | 2  | 13 | 8  | 5    |
| 08.º | General Belgrano (Santa Rosa)     | 17   | 12 | 4  | 5  | 3  | 12 | 11 | 1    |
| 09.º | Tiro Federal (Rosario)            | 15   | 12 | 4  | 3  | 5  | 9  | 12 | −3   |
| 10.º | Ferro Carril Oeste (General Pico) | 14   | 12 | 3  | 5  | 4  | 15 | 17 | −2   |
| 11.º | Independiente (Neuquén)           | 14   | 12 | 3  | 5  | 4  | 9  | 13 | −4   |
| 12.º | Independiente (Chivilcoy)         | 7    | 12 | 2  | 1  | 9  | 4  | 15 | −11  |
| 13.º | Alianza de Cutral Có              | 0    | 12 | 0  | 1  | 11 | 7  | 31 | −24  |

|  | Clasificados a la Tercera fase. |

|  |

##### Resultados
| Fecha 1                     | Fecha 1   | Fecha 1            | Fecha 1                         | Fecha 1     | Fecha 1 | Fecha 1 | Fecha 1 | Fecha 1 | Fecha 1 | Fecha 1 | Fecha 1 |
| Local                       | Resultado | Visitante          | Estadio                         | Fecha       | Hora    |         |         |         |         |         |         |
| --------------------------- | --------- | ------------------ | ------------------------------- | ----------- | ------- | ------- | ------- | ------- | ------- | ------- | ------- |
| Gutiérrez SC                | 0 - 0     | Tiro Federal (R)   | General Gutiérrez               | 25 de julio | 16:00   |         |         |         |         |         |         |
| CAI                         | 1 - 0     | Deportivo Madryn   | Municipal de Comodoro Rivadavia | 26 de julio | 15:00   |         |         |         |         |         |         |
| General Belgrano (SR)       | 1 - 1     | Alvarado           | Nuevo Rancho Grande             | 26 de julio | 15:00   |         |         |         |         |         |         |
| Ferro Carril Oeste (GP)     | 2 - 1     | Independiente (Ch) | El Coloso del Barrio Talleres   | 26 de julio | 15:30   |         |         |         |         |         |         |
| Alianza (CC)                | 1 - 2     | Independiente (N)  | Coloso de Ruca Quimey           | 26 de julio | 16:00   |         |         |         |         |         |         |
| Deportivo Maipú             | 2 - 1     | 9 de Julio (M)     | Omar Higinio Sperdutti          | 26 de julio | 16:15   |         |         |         |         |         |         |
| Libre: Sportivo Las Parejas |           |                    |                                 |             |         |         |         |         |         |         |         |

| Fecha 2                     | Fecha 2   | Fecha 2                 | Fecha 2                  | Fecha 2     | Fecha 2 | Fecha 2 | Fecha 2 | Fecha 2 | Fecha 2 | Fecha 2 | Fecha 2 |
| Local                       | Resultado | Visitante               | Estadio                  | Fecha       | Hora    |         |         |         |         |         |         |
| --------------------------- | --------- | ----------------------- | ------------------------ | ----------- | ------- | ------- | ------- | ------- | ------- | ------- | ------- |
| Tiro Federal (R)            | 2 - 0     | General Belgrano (SR)   | Fortín de Ludueña        | 2 de agosto | 11:00   |         |         |         |         |         |         |
| Deportivo Madryn            | 2 - 0     | Deportivo Maipú         | Coliseo del Golfo        | 2 de agosto | 15:00   |         |         |         |         |         |         |
| Independiente (Ch)          | 0 - 0     | Gutiérrez SC            | Raúl Orlando Lungarzo    | 2 de agosto | 15:30   |         |         |         |         |         |         |
| Independiente (N)           | 0 - 0     | Ferro Carril Oeste (GP) | La Nueva Caldera         | 2 de agosto | 16:00   |         |         |         |         |         |         |
| Alvarado                    | 2 - 0     | CAI                     | José María Minella       | 2 de agosto | 16:00   |         |         |         |         |         |         |
| 9 de Julio (M)              | 1 - 1     | Sportivo Las Parejas    | La Villa de Los Deportes | 2 de agosto | 16:30   |         |         |         |         |         |         |
| Libre: Alianza de Cutral Có |           |                         |                          |             |         |         |         |         |         |         |         |

| Fecha 3                      | Fecha 3   | Fecha 3            | Fecha 3                         | Fecha 3      | Fecha 3 | Fecha 3 | Fecha 3 | Fecha 3 | Fecha 3 | Fecha 3 | Fecha 3 |
| Local                        | Resultado | Visitante          | Estadio                         | Fecha        | Hora    |         |         |         |         |         |         |
| ---------------------------- | --------- | ------------------ | ------------------------------- | ------------ | ------- | ------- | ------- | ------- | ------- | ------- | ------- |
| Gutiérrez SC                 | 2 - 0     | Independiente (N)  | General Gutiérrez               | 15 de agosto | 16:00   |         |         |         |         |         |         |
| Ferro Carril Oeste (GP)      | 3 - 0     | Alianza (CC)       | El Coloso del Barrio Talleres   | 16 de agosto | 15:30   |         |         |         |         |         |         |
| Deportivo Maipú              | 1 - 1     | Alvarado           | Omar Higinio Sperdutti          | 16 de agosto | 16:00   |         |         |         |         |         |         |
| Sportivo Las Parejas         | 2 - 1     | Deportivo Madryn   | 4 de Septiembre                 | 16 de agosto | 16:00   |         |         |         |         |         |         |
| General Belgrano (SR)        | 3 - 0     | Independiente (Ch) | Nuevo Rancho Grande             | 16 de agosto | 16:00   |         |         |         |         |         |         |
| CAI                          | 2 - 0     | Tiro Federal (R)   | Municipal de Comodoro Rivadavia | 16 de agosto | 16:00   |         |         |         |         |         |         |
| Libre: 9 de Julio (Morteros) |           |                    |                                 |              |         |         |         |         |         |         |         |

| Fecha 4                                  | Fecha 4   | Fecha 4               | Fecha 4               | Fecha 4      | Fecha 4 | Fecha 4 | Fecha 4 | Fecha 4 | Fecha 4 | Fecha 4 | Fecha 4 |
| Local                                    | Resultado | Visitante             | Estadio               | Fecha        | Hora    |         |         |         |         |         |         |
| ---------------------------------------- | --------- | --------------------- | --------------------- | ------------ | ------- | ------- | ------- | ------- | ------- | ------- | ------- |
| Alvarado                                 | 0 - 0     | Sportivo Las Parejas  | José María Minella    | 22 de agosto | 16:00   |         |         |         |         |         |         |
| Tiro Federal (R)                         | 0 - 0     | Deportivo Maipú       | Fortín de Ludueña     | 23 de agosto | 11:00   |         |         |         |         |         |         |
| Independiente (Ch)                       | 1 - 0     | CAI                   | Raúl Orlando Lungarzo | 23 de agosto | 15:00   |         |         |         |         |         |         |
| Deportivo Madryn                         | 3 - 0     | 9 de Julio (M)        | Coliseo del Golfo     | 23 de agosto | 15:30   |         |         |         |         |         |         |
| Alianza (CC)                             | 2 - 3     | Gutiérrez SC          | Coloso de Ruca Quimey | 23 de agosto | 16:00   |         |         |         |         |         |         |
| Independiente (N)                        | 1 - 1     | General Belgrano (SR) | La Nueva Caldera      | 23 de agosto | 16:00   |         |         |         |         |         |         |
| Libre: Ferro Carril Oeste (General Pico) |           |                       |                       |              |         |         |         |         |         |         |         |

| Fecha 5                 | Fecha 5   | Fecha 5                 | Fecha 5                         | Fecha 5      | Fecha 5 | Fecha 5 | Fecha 5 | Fecha 5 | Fecha 5 | Fecha 5 | Fecha 5 |
| Local                   | Resultado | Visitante               | Estadio                         | Fecha        | Hora    |         |         |         |         |         |         |
| ----------------------- | --------- | ----------------------- | ------------------------------- | ------------ | ------- | ------- | ------- | ------- | ------- | ------- | ------- |
| Gutiérrez SC            | 3 - 1     | Ferro Carril Oeste (GP) | General Gutiérrez               | 29 de agosto | 16:00   |         |         |         |         |         |         |
| CAI                     | 0 - 0     | Independiente (N)       | Municipal de Comodoro Rivadavia | 30 de agosto | 15:00   |         |         |         |         |         |         |
| 9 de Julio (M)          | 1 - 1     | Alvarado                | La Villa de Los Deportes        | 30 de agosto | 16:00   |         |         |         |         |         |         |
| Sportivo Las Parejas    | 1 - 0     | Tiro Federal (R)        | 4 de Septiembre                 | 30 de agosto | 16:00   |         |         |         |         |         |         |
| General Belgrano (SR)   | 1 - 0     | Alianza (CC)            | Nuevo Rancho Grande             | 30 de agosto | 16:30   |         |         |         |         |         |         |
| Deportivo Maipú         | 1 - 0     | Independiente (Ch)      | Omar Higinio Sperdutti          | 30 de agosto | 16:45   |         |         |         |         |         |         |
| Libre: Deportivo Madryn |           |                         |                                 |              |         |         |         |         |         |         |         |

| Fecha 6                 | Fecha 6   | Fecha 6               | Fecha 6                       | Fecha 6         | Fecha 6 | Fecha 6 | Fecha 6 | Fecha 6 | Fecha 6 | Fecha 6 | Fecha 6 |
| Local                   | Resultado | Visitante             | Estadio                       | Fecha           | Hora    |         |         |         |         |         |         |
| ----------------------- | --------- | --------------------- | ----------------------------- | --------------- | ------- | ------- | ------- | ------- | ------- | ------- | ------- |
| Tiro Federal (R)        | 0 - 5     | 9 de Julio (M)        | Fortín de Ludueña             | 6 de septiembre | 11:00   |         |         |         |         |         |         |
| Independiente (Ch)      | 0 - 2     | Sportivo Las Parejas  | Raúl Orlando Lungarzo         | 6 de septiembre | 16:00   |         |         |         |         |         |         |
| Ferro Carril Oeste (GP) | 2 - 3     | General Belgrano (SR) | El Coloso del Barrio Talleres | 6 de septiembre | 16:00   |         |         |         |         |         |         |
| Alvarado                | 3 - 2     | Deportivo Madryn      | José María Minella            | 6 de septiembre | 16:00   |         |         |         |         |         |         |
| Alianza (CC)            | 1 - 4     | CAI                   | Coloso de Ruca Quimey         | 6 de septiembre | 16:00   |         |         |         |         |         |         |
| Independiente (N)       | 1 - 1     | Deportivo Maipú       | La Nueva Caldera              | 6 de septiembre | 16:00   |         |         |         |         |         |         |
| Libre: Gutiérrez SC     |           |                       |                               |                 |         |         |         |         |         |         |         |

| Fecha 7               | Fecha 7   | Fecha 7                 | Fecha 7                         | Fecha 7          | Fecha 7 | Fecha 7 | Fecha 7 | Fecha 7 | Fecha 7 | Fecha 7 | Fecha 7 |
| Local                 | Resultado | Visitante               | Estadio                         | Fecha            | Hora    |         |         |         |         |         |         |
| --------------------- | --------- | ----------------------- | ------------------------------- | ---------------- | ------- | ------- | ------- | ------- | ------- | ------- | ------- |
| Deportivo Maipú       | 3 - 1     | Alianza (CC)            | Omar Higinio Sperdutti          | 11 de septiembre | 21:00   |         |         |         |         |         |         |
| CAI                   | 4 - 0     | Ferro Carril Oeste (GP) | Municipal de Comodoro Rivadavia | 12 de septiembre | 16:00   |         |         |         |         |         |         |
| Sportivo Las Parejas  | 1 - 0     | Independiente (N)       | 4 de Septiembre                 | 12 de septiembre | 18:30   |         |         |         |         |         |         |
| General Belgrano (SR) | 0 - 0     | Gutiérrez SC            | Nuevo Rancho Grande             | 12 de septiembre | 19:00   |         |         |         |         |         |         |
| Deportivo Madryn      | 1 - 0     | Tiro Federal (R)        | Coliseo del Golfo               | 13 de septiembre | 15:00   |         |         |         |         |         |         |
| 9 de Julio (M)        | 1 - 0     | Independiente (Ch)      | La Villa de Los Deportes        | 13 de septiembre | 16:00   |         |         |         |         |         |         |
| Libre: Alvarado       |           |                         |                                 |                  |         |         |         |         |         |         |         |

| Fecha 8                              | Fecha 8   | Fecha 8              | Fecha 8                       | Fecha 8          | Fecha 8 | Fecha 8 | Fecha 8 | Fecha 8 | Fecha 8 | Fecha 8 | Fecha 8 |
| Local                                | Resultado | Visitante            | Estadio                       | Fecha            | Hora    |         |         |         |         |         |         |
| ------------------------------------ | --------- | -------------------- | ----------------------------- | ---------------- | ------- | ------- | ------- | ------- | ------- | ------- | ------- |
| Gutiérrez SC                         | 0 - 0     | CAI                  | General Gutiérrez             | 19 de septiembre | 16:00   |         |         |         |         |         |         |
| Tiro Federal (R)                     | 1 - 2     | Alvarado             | Fortín de Ludueña             | 20 de septiembre | 11:00   |         |         |         |         |         |         |
| Alianza (CC)                         | 1 - 1     | Sportivo Las Parejas | Coloso de Ruca Quimey         | 20 de septiembre | 16:00   |         |         |         |         |         |         |
| Independiente (Ch)                   | 0 - 1     | Deportivo Madryn     | Raúl Orlando Lungarzo         | 20 de septiembre | 16:00   |         |         |         |         |         |         |
| Independiente (N)                    | 0 - 1     | 9 de Julio (M)       | La Nueva Caldera              | 20 de septiembre | 16:00   |         |         |         |         |         |         |
| Ferro Carril Oeste (GP)              | 1 - 1     | Deportivo Maipú      | El Coloso del Barrio Talleres | 20 de septiembre | 16:00   |         |         |         |         |         |         |
| Libre: General Belgrano (Santa Rosa) |           |                      |                               |                  |         |         |         |         |         |         |         |

| Fecha 9                       | Fecha 9   | Fecha 9                 | Fecha 9                         | Fecha 9          | Fecha 9 | Fecha 9 | Fecha 9 | Fecha 9 | Fecha 9 | Fecha 9 | Fecha 9 |
| Local                         | Resultado | Visitante               | Estadio                         | Fecha            | Hora    |         |         |         |         |         |         |
| ----------------------------- | --------- | ----------------------- | ------------------------------- | ---------------- | ------- | ------- | ------- | ------- | ------- | ------- | ------- |
| Alvarado                      | 2 - 0     | Independiente (Ch)      | José María Minella              | 26 de septiembre | 20:00   |         |         |         |         |         |         |
| Deportivo Maipú               | 0 - 0     | Gutiérrez SC            | Omar Higinio Sperdutti          | 27 de septiembre | 14:15   |         |         |         |         |         |         |
| CAI                           | 1 - 0     | General Belgrano (SR)   | Municipal de Comodoro Rivadavia | 27 de septiembre | 16:00   |         |         |         |         |         |         |
| 9 de Julio (M)                | 3 - 0     | Alianza (CC)            | La Villa de Los Deportes        | 27 de septiembre | 16:00   |         |         |         |         |         |         |
| Deportivo Madryn              | 1 - 1     | Independiente (N)       | Coliseo del Golfo               | 27 de septiembre | 16:00   |         |         |         |         |         |         |
| Sportivo Las Parejas          | 3 - 2     | Ferro Carril Oeste (GP) | 4 de Septiembre                 | 27 de septiembre | 16:30   |         |         |         |         |         |         |
| Libre: Tiro Federal (Rosario) |           |                         |                                 |                  |         |         |         |         |         |         |         |

| Fecha 10                | Fecha 10  | Fecha 10             | Fecha 10                      | Fecha 10     | Fecha 10 | Fecha 10 | Fecha 10 | Fecha 10 | Fecha 10 | Fecha 10 | Fecha 10 |
| Local                   | Resultado | Visitante            | Estadio                       | Fecha        | Hora     |          |          |          |          |          |          |
| ----------------------- | --------- | -------------------- | ----------------------------- | ------------ | -------- | -------- | -------- | -------- | -------- | -------- | -------- |
| Independiente (N)       | 2 - 1     | Alvarado             | La Nueva Caldera              | 3 de octubre | 16:00    |          |          |          |          |          |          |
| Alianza (CC)            | 0 - 2     | Deportivo Madryn     | Coloso de Ruca Quimey         | 3 de octubre | 16:30    |          |          |          |          |          |          |
| Gutiérrez SC            | 2 - 0     | Sportivo Las Parejas | General Gutiérrez             | 3 de octubre | 16:30    |          |          |          |          |          |          |
| Independiente (Ch)      | 0 - 1     | Tiro Federal (R)     | Raúl Orlando Lungarzo         | 4 de octubre | 11:00    |          |          |          |          |          |          |
| General Belgrano (SR)   | 1 - 1     | Deportivo Maipú      | Nuevo Rancho Grande           | 4 de octubre | 16:00    |          |          |          |          |          |          |
| Ferro Carril Oeste (GP) | 2 - 0     | 9 de Julio (M)       | El Coloso del Barrio Talleres | 4 de octubre | 18:00    |          |          |          |          |          |          |
| Libre: CAI              |           |                      |                               |              |          |          |          |          |          |          |          |

| Fecha 11                         | Fecha 11  | Fecha 11                | Fecha 11                 | Fecha 11      | Fecha 11 | Fecha 11 | Fecha 11 | Fecha 11 | Fecha 11 | Fecha 11 | Fecha 11 |
| Local                            | Resultado | Visitante               | Estadio                  | Fecha         | Hora     |          |          |          |          |          |          |
| -------------------------------- | --------- | ----------------------- | ------------------------ | ------------- | -------- | -------- | -------- | -------- | -------- | -------- | -------- |
| 9 de Julio (M)                   | 1 - 0     | Gutiérrez SC            | La Villa de Los Deportes | 9 de octubre  | 21:30    |          |          |          |          |          |          |
| Tiro Federal (R)                 | 3 - 0     | Independiente (N)       | Fortín de Ludueña        | 11 de octubre | 11:00    |          |          |          |          |          |          |
| Deportivo Madryn                 | 1 - 1     | Ferro Carril Oeste (GP) | Coliseo del Golfo        | 11 de octubre | 15:30    |          |          |          |          |          |          |
| Alvarado                         | 6 - 0     | Alianza (CC)            | José María Minella       | 11 de octubre | 16:00    |          |          |          |          |          |          |
| Deportivo Maipú                  | 2 - 2     | CAI                     | Omar Higinio Sperdutti   | 11 de octubre | 17:00    |          |          |          |          |          |          |
| Sportivo Las Parejas             | 3 - 1     | General Belgrano (SR)   | 4 de Septiembre          | 12 de octubre | 16:00    |          |          |          |          |          |          |
| Libre: Independiente (Chivilcoy) |           |                         |                          |               |          |          |          |          |          |          |          |

| Fecha 12                | Fecha 12  | Fecha 12             | Fecha 12                        | Fecha 12      | Fecha 12 | Fecha 12 | Fecha 12 | Fecha 12 | Fecha 12 | Fecha 12 | Fecha 12 |
| Local                   | Resultado | Visitante            | Estadio                         | Fecha         | Hora     |          |          |          |          |          |          |
| ----------------------- | --------- | -------------------- | ------------------------------- | ------------- | -------- | -------- | -------- | -------- | -------- | -------- | -------- |
| Gutiérrez SC            | 1 - 1     | Deportivo Madryn     | General Gutiérrez               | 17 de octubre | 16:30    |          |          |          |          |          |          |
| Ferro Carril Oeste (GP) | 1 - 1     | Alvarado             | El Coloso del Barrio Talleres   | 17 de octubre | 19:30    |          |          |          |          |          |          |
| CAI                     | 0 - 0     | Sportivo Las Parejas | Municipal de Comodoro Rivadavia | 18 de octubre | 16:00    |          |          |          |          |          |          |
| General Belgrano (SR)   | 1 - 0     | 9 de Julio (M)       | Nuevo Rancho Grande             | 18 de octubre | 16:00    |          |          |          |          |          |          |
| Independiente (N)       | 2 - 1     | Independiente (Ch)   | La Nueva Caldera                | 18 de octubre | 16:00    |          |          |          |          |          |          |
| Alianza (CC)            | 1 - 2     | Tiro Federal (R)     | Coloso de Ruca Quimey           | 18 de octubre | 16:00    |          |          |          |          |          |          |
| Libre: Deportivo Maipú  |           |                      |                                 |               |          |          |          |          |          |          |          |

| Fecha 13                       | Fecha 13  | Fecha 13                | Fecha 13                 | Fecha 13      | Fecha 13 | Fecha 13 | Fecha 13 | Fecha 13 | Fecha 13 | Fecha 13 | Fecha 13 |
| Local                          | Resultado | Visitante               | Estadio                  | Fecha         | Hora     |          |          |          |          |          |          |
| ------------------------------ | --------- | ----------------------- | ------------------------ | ------------- | -------- | -------- | -------- | -------- | -------- | -------- | -------- |
| Sportivo Las Parejas           | 1 - 2     | Deportivo Maipú         | 4 de Septiembre          | 27 de octubre | 16:00    |          |          |          |          |          |          |
| 9 de Julio (M)                 | 1 - 0     | CAI                     | La Villa de Los Deportes | 27 de octubre | 16:00    |          |          |          |          |          |          |
| Deportivo Madryn               | 0 - 0     | General Belgrano (SR)   | Coliseo del Golfo        | 27 de octubre | 16:00    |          |          |          |          |          |          |
| Tiro Federal (R)               | 0 - 0     | Ferro Carril Oeste (GP) | Fortín de Ludueña        | 27 de octubre | 16:00    |          |          |          |          |          |          |
| Alvarado                       | 3 - 2     | Gutiérrez SC            | José María Minella       | 27 de octubre | 16:00    |          |          |          |          |          |          |
| Independiente (Ch)             | 1 - 0     | Alianza (CC)            | Raúl Orlando Lungarzo    | 27 de octubre | 16:00    |          |          |          |          |          |          |
| Libre: Independiente (Neuquén) |           |                         |                          |               |          |          |          |          |          |          |          |

| 1. 2. |

#### Zona B

##### Tabla de posiciones final
| Pos. | Equipo                                      | Pts. | PJ | PG | PE | PP | GF | GC | Dif. |
| ---- | ------------------------------------------- | ---- | -- | -- | -- | -- | -- | -- | ---- |
| 01.º | Unión (Villa Krause)                        | 21   | 12 | 6  | 3  | 3  | 21 | 10 | 11   |
| 02.º | San Lorenzo de Alem                         | 21   | 12 | 5  | 6  | 1  | 15 | 7  | 8    |
| 03.º | Gimnasia y Esgrima (Concepción del Uruguay) | 21   | 12 | 6  | 3  | 3  | 21 | 17 | 4    |
| 04.º | Libertad (Sunchales)                        | 21   | 12 | 6  | 3  | 3  | 18 | 15 | 3    |
| 05.º | Concepción FC                               | 19   | 12 | 5  | 4  | 3  | 19 | 12 | 7    |
| 06.º | Sportivo Patria                             | 16   | 12 | 4  | 4  | 4  | 18 | 16 | 2    |
| 07.º | Altos Hornos Zapla                          | 16   | 12 | 4  | 4  | 4  | 8  | 11 | −3   |
| 08.º | San Jorge (Tucumán)                         | 15   | 12 | 4  | 3  | 5  | 16 | 15 | 1    |
| 09.º | Vélez Sarsfield (San Ramón)                 | 15   | 12 | 4  | 3  | 5  | 13 | 16 | −3   |
| 10.º | Textil Mandiyú                              | 15   | 12 | 4  | 3  | 5  | 15 | 20 | −5   |
| 11.º | Sarmiento (Resistencia)                     | 11   | 12 | 2  | 5  | 5  | 14 | 15 | −1   |
| 12.º | Américo Tesorieri (La Rioja)                | 11   | 12 | 3  | 2  | 7  | 19 | 33 | −14  |
| 13.º | Andino                                      | 6    | 12 | 2  | 3  | 7  | 8  | 18 | −10  |

|  | Clasificados a la Tercera fase. |

|  |

##### Resultados
| Fecha 1                                            | Fecha 1   | Fecha 1            | Fecha 1                      | Fecha 1     | Fecha 1 | Fecha 1 | Fecha 1 | Fecha 1 | Fecha 1 | Fecha 1 | Fecha 1 |
| Local                                              | Resultado | Visitante          | Estadio                      | Fecha       | Hora    |         |         |         |         |         |         |
| -------------------------------------------------- | --------- | ------------------ | ---------------------------- | ----------- | ------- | ------- | ------- | ------- | ------- | ------- | ------- |
| Américo Tesorieri (LR)                             | 1 - 1     | Unión (VK)         | Carlos Mercado Luna          | 25 de julio | 15:30   |         |         |         |         |         |         |
| San Jorge (T)                                      | 1 - 0     | Sarmiento (R)      | Senador Luis Cruz            | 26 de julio | 15:00   |         |         |         |         |         |         |
| Vélez Sarsfield (SR)                               | 0 - 0     | Altos Hornos Zapla | Coliseo de los Sueños        | 26 de julio | 15:30   |         |         |         |         |         |         |
| San Lorenzo de Alem                                | 1 - 2     | Libertad (S)       | Bicentenario C. de Catamarca | 26 de julio | 16:00   |         |         |         |         |         |         |
| Andino                                             | 2 - 2     | Textil Mandiyú     | Polideportivo 20 de Agosto   | 26 de julio | 16:00   |         |         |         |         |         |         |
| Concepción FC                                      | 4 - 2     | Sportivo Patria    | Stewart Shipton              | 26 de julio | 16:00   |         |         |         |         |         |         |
| Libre: Gimnasia y Esgrima (Concepción del Uruguay) |           |                    |                              |             |         |         |         |         |         |         |         |

| Fecha 2              | Fecha 2   | Fecha 2                  | Fecha 2                   | Fecha 2     | Fecha 2 | Fecha 2 | Fecha 2 | Fecha 2 | Fecha 2 | Fecha 2 | Fecha 2 |
| Local                | Resultado | Visitante                | Estadio                   | Fecha       | Hora    |         |         |         |         |         |         |
| -------------------- | --------- | ------------------------ | ------------------------- | ----------- | ------- | ------- | ------- | ------- | ------- | ------- | ------- |
| Sarmiento (R)        | 1 - 1     | San Lorenzo de Alem      | Centenario                | 1 de agosto | 15:00   |         |         |         |         |         |         |
| Textil Mandiyú       | 1 - 0     | Vélez Sarsfield (SR)     | José Antonio Romero Feris | 1 de agosto | 15:00   |         |         |         |         |         |         |
| Sportivo Patria      | 2 - 0     | Andino                   | Antonio Romero            | 1 de agosto | 16:00   |         |         |         |         |         |         |
| Libertad (S)         | 1 - 3     | Gimnasia y Esgrima (CdU) | Dr. Plácido Tita          | 2 de agosto | 15:30   |         |         |         |         |         |         |
| Unión (VK)           | 2 - 1     | San Jorge (T)            | 12 de Octubre             | 2 de agosto | 16:00   |         |         |         |         |         |         |
| Altos Hornos Zapla   | 3 - 2     | Américo Tesorieri (LR)   | Emilio Fabrizzi           | 2 de agosto | 16:30   |         |         |         |         |         |         |
| Libre: Concepción FC |           |                          |                           |             |         |         |         |         |         |         |         |

| Fecha 3                     | Fecha 3   | Fecha 3            | Fecha 3                      | Fecha 3      | Fecha 3 | Fecha 3 | Fecha 3 | Fecha 3 | Fecha 3 | Fecha 3 | Fecha 3 |
| Local                       | Resultado | Visitante          | Estadio                      | Fecha        | Hora    |         |         |         |         |         |         |
| --------------------------- | --------- | ------------------ | ---------------------------- | ------------ | ------- | ------- | ------- | ------- | ------- | ------- | ------- |
| Vélez Sarsfield (SR)        | 2 - 1     | Sportivo Patria    | Coliseo de los Sueños        | 14 de agosto | 15:00   |         |         |         |         |         |         |
| Andino                      | 1 - 1     | Concepción FC      | Polideportivo 20 de Agosto   | 14 de agosto | 21:30   |         |         |         |         |         |         |
| San Jorge (T)               | 1 - 1     | Altos Hornos Zapla | Senador Luis Cruz            | 15 de agosto | 15:00   |         |         |         |         |         |         |
| Américo Tesorieri (LR)      | 2 - 1     | Textil Mandiyú     | Carlos Mercado Luna          | 15 de agosto | 15:45   |         |         |         |         |         |         |
| San Lorenzo de Alem         | 1 - 1     | Unión (VK)         | Bicentenario C. de Catamarca | 15 de agosto | 16:30   |         |         |         |         |         |         |
| Gimnasia y Esgrima (CdU)    | 4 - 2     | Sarmiento (R)      | Manuel y Ramón Núñez         | 16 de agosto | 16:00   |         |         |         |         |         |         |
| Libre: Libertad (Sunchales) |           |                    |                              |              |         |         |         |         |         |         |         |

| Fecha 4            | Fecha 4   | Fecha 4                  | Fecha 4                   | Fecha 4      | Fecha 4 | Fecha 4 | Fecha 4 | Fecha 4 | Fecha 4 | Fecha 4 | Fecha 4 |
| Local              | Resultado | Visitante                | Estadio                   | Fecha        | Hora    |         |         |         |         |         |         |
| ------------------ | --------- | ------------------------ | ------------------------- | ------------ | ------- | ------- | ------- | ------- | ------- | ------- | ------- |
| Concepción FC      | 0 - 0     | Vélez Sarsfield (SR)     | Stewart Shipton           | 21 de agosto | 22:00   |         |         |         |         |         |         |
| Textil Mandiyú     | 4 - 1     | San Jorge (T)            | José Antonio Romero Feris | 22 de agosto | 15:30   |         |         |         |         |         |         |
| Sportivo Patria    | 3 - 0     | Américo Tesorieri (LR)   | Antonio Romero            | 22 de agosto | 16:00   |         |         |         |         |         |         |
| Unión (VK)         | 4 - 0     | Gimnasia y Esgrima (CdU) | 12 de Octubre             | 23 de agosto | 16:00   |         |         |         |         |         |         |
| Altos Hornos Zapla | 0 - 2     | San Lorenzo de Alem      | Emilio Fabrizzi           | 23 de agosto | 16:00   |         |         |         |         |         |         |
| Sarmiento (R)      | 0 - 0     | Libertad (S)             | Centenario                | 23 de agosto | 16:00   |         |         |         |         |         |         |
| Libre: Andino      |           |                          |                           |              |         |         |         |         |         |         |         |

| Fecha 5                        | Fecha 5   | Fecha 5            | Fecha 5                      | Fecha 5      | Fecha 5 | Fecha 5 | Fecha 5 | Fecha 5 | Fecha 5 | Fecha 5 | Fecha 5 |
| Local                          | Resultado | Visitante          | Estadio                      | Fecha        | Hora    |         |         |         |         |         |         |
| ------------------------------ | --------- | ------------------ | ---------------------------- | ------------ | ------- | ------- | ------- | ------- | ------- | ------- | ------- |
| Vélez Sarsfield (SR)           | 1 - 0     | Andino             | Coliseo de los Sueños        | 28 de agosto | 15:00   |         |         |         |         |         |         |
| San Jorge (T)                  | 0 - 0     | Sportivo Patria    | Senador Luis Cruz            | 29 de agosto | 16:00   |         |         |         |         |         |         |
| Gimnasia y Esgrima (CdU)       | 4 - 0     | Altos Hornos Zapla | Manuel y Ramón Núñez         | 30 de agosto | 16:00   |         |         |         |         |         |         |
| San Lorenzo de Alem            | 1 - 0     | Textil Mandiyú     | Bicentenario C. de Catamarca | 30 de agosto | 16:00   |         |         |         |         |         |         |
| Libertad (S)                   | 1 - 0     | Unión (VK)         | Dr. Plácido Tita             | 30 de agosto | 16:00   |         |         |         |         |         |         |
| Américo Tesorieri (LR)         | 5 - 4     | Concepción FC      | Carlos Mercado Luna          | 30 de agosto | 18:00   |         |         |         |         |         |         |
| Libre: Sarmiento (Resistencia) |           |                    |                              |              |         |         |         |         |         |         |         |

| Fecha 6                            | Fecha 6   | Fecha 6                  | Fecha 6                    | Fecha 6         | Fecha 6 | Fecha 6 | Fecha 6 | Fecha 6 | Fecha 6 | Fecha 6 | Fecha 6 |
| Local                              | Resultado | Visitante                | Estadio                    | Fecha           | Hora    |         |         |         |         |         |         |
| ---------------------------------- | --------- | ------------------------ | -------------------------- | --------------- | ------- | ------- | ------- | ------- | ------- | ------- | ------- |
| Sportivo Patria                    | 0 - 0     | San Lorenzo de Alem      | Antonio Romero             | 5 de septiembre | 16:00   |         |         |         |         |         |         |
| Unión (VK)                         | 1 - 0     | Sarmiento (R)            | 12 de Octubre              | 5 de septiembre | 17:30   |         |         |         |         |         |         |
| Textil Mandiyú                     | 1 - 0     | Gimnasia y Esgrima (CdU) | José Antonio Romero Feris  | 6 de septiembre | 16:00   |         |         |         |         |         |         |
| Andino                             | 2 - 1     | Américo Tesorieri (LR)   | Polideportivo 20 de Agosto | 6 de septiembre | 16:00   |         |         |         |         |         |         |
| Concepción FC                      | 2 - 0     | San Jorge (T)            | Stewart Shipton            | 6 de septiembre | 16:00   |         |         |         |         |         |         |
| Altos Hornos Zapla                 | 2 - 0     | Libertad (S)             | Emilio Fabrizzi            | 6 de septiembre | 16:30   |         |         |         |         |         |         |
| Libre: Vélez Sarsfield (San Ramón) |           |                          |                            |                 |         |         |         |         |         |         |         |

| Fecha 7                     | Fecha 7   | Fecha 7              | Fecha 7                      | Fecha 7          | Fecha 7 | Fecha 7 | Fecha 7 | Fecha 7 | Fecha 7 | Fecha 7 | Fecha 7 |
| Local                       | Resultado | Visitante            | Estadio                      | Fecha            | Hora    |         |         |         |         |         |         |
| --------------------------- | --------- | -------------------- | ---------------------------- | ---------------- | ------- | ------- | ------- | ------- | ------- | ------- | ------- |
| Sarmiento (R)               | 0 - 0     | Altos Hornos Zapla   | Centenario                   | 11 de septiembre | 20:00   |         |         |         |         |         |         |
| Gimnasia y Esgrima (CdU)    | 3 - 1     | Sportivo Patria      | Manuel y Ramón Núñez         | 11 de septiembre | 21:15   |         |         |         |         |         |         |
| San Lorenzo de Alem         | 1 - 0     | Concepción FC        | Bicentenario C. de Catamarca | 12 de septiembre | 19:30   |         |         |         |         |         |         |
| Américo Tesorieri (LR)      | 2 - 1     | Vélez Sarsfield (SR) | Carlos Mercado Luna          | 12 de septiembre | 21:00   |         |         |         |         |         |         |
| San Jorge (T)               | 2 - 0     | Andino               | Senador Luis Cruz            | 13 de septiembre | 15:00   |         |         |         |         |         |         |
| Libertad (S)                | 2 - 2     | Textil Mandiyú       | Dr. Plácido Tita             | 13 de septiembre | 16:30   |         |         |         |         |         |         |
| Libre: Unión (Villa Krause) |           |                      |                              |                  |         |         |         |         |         |         |         |

| Fecha 8                             | Fecha 8   | Fecha 8                  | Fecha 8                    | Fecha 8          | Fecha 8 | Fecha 8 | Fecha 8 | Fecha 8 | Fecha 8 | Fecha 8 | Fecha 8 |
| Local                               | Resultado | Visitante                | Estadio                    | Fecha            | Hora    |         |         |         |         |         |         |
| ----------------------------------- | --------- | ------------------------ | -------------------------- | ---------------- | ------- | ------- | ------- | ------- | ------- | ------- | ------- |
| Altos Hornos Zapla                  | 1 - 0     | Unión (VK)               | Emilio Fabrizzi            | 18 de septiembre | 22:00   |         |         |         |         |         |         |
| Textil Mandiyú                      | 1 - 1     | Sarmiento (R)            | José Antonio Romero Feris  | 19 de septiembre | 16:30   |         |         |         |         |         |         |
| Vélez Sarsfield (SR)                | 1 - 0     | San Jorge (T)            | Coliseo de los Sueños      | 19 de septiembre | 19:00   |         |         |         |         |         |         |
| Concepción FC                       | 1 - 1     | Gimnasia y Esgrima (CdU) | Stewart Shipton            | 20 de septiembre | 16:00   |         |         |         |         |         |         |
| Sportivo Patria                     | 2 - 2     | Libertad (S)             | Antonio Romero             | 20 de septiembre | 16:00   |         |         |         |         |         |         |
| Andino                              | 0 - 0     | San Lorenzo de Alem      | Polideportivo 20 de Agosto | 20 de septiembre | 18:00   |         |         |         |         |         |         |
| Libre: Américo Tesorieri (La Rioja) |           |                          |                            |                  |         |         |         |         |         |         |         |

| Fecha 9                   | Fecha 9   | Fecha 9                | Fecha 9                      | Fecha 9          | Fecha 9 | Fecha 9 | Fecha 9 | Fecha 9 | Fecha 9 | Fecha 9 | Fecha 9 |
| Local                     | Resultado | Visitante              | Estadio                      | Fecha            | Hora    |         |         |         |         |         |         |
| ------------------------- | --------- | ---------------------- | ---------------------------- | ---------------- | ------- | ------- | ------- | ------- | ------- | ------- | ------- |
| Unión (VK)                | 5 - 0     | Textil Mandiyú         | 12 de Octubre                | 25 de septiembre | 22:00   |         |         |         |         |         |         |
| San Jorge (T)             | 5 - 2     | Américo Tesorieri (LR) | Senador Luis Cruz            | 26 de septiembre | 16:00   |         |         |         |         |         |         |
| San Lorenzo de Alem       | 4 - 2     | Vélez Sarsfield (SR)   | Bicentenario C. de Catamarca | 26 de septiembre | 19:45   |         |         |         |         |         |         |
| Libertad (S)              | 1 - 0     | Concepción FC          | Dr. Plácido Tita             | 27 de septiembre | 16:00   |         |         |         |         |         |         |
| Sarmiento (R)             | 1 - 1     | Sportivo Patria        | Centenario                   | 27 de septiembre | 16:30   |         |         |         |         |         |         |
| Gimnasia y Esgrima (CdU)  | 2 - 1     | Andino                 | Manuel y Ramón Núñez         | 27 de septiembre | 19:00   |         |         |         |         |         |         |
| Libre: Altos Hornos Zapla |           |                        |                              |                  |         |         |         |         |         |         |         |

| Fecha 10                   | Fecha 10  | Fecha 10                 | Fecha 10                   | Fecha 10     | Fecha 10 | Fecha 10 | Fecha 10 | Fecha 10 | Fecha 10 | Fecha 10 | Fecha 10 |
| Local                      | Resultado | Visitante                | Estadio                    | Fecha        | Hora     |          |          |          |          |          |          |
| -------------------------- | --------- | ------------------------ | -------------------------- | ------------ | -------- | -------- | -------- | -------- | -------- | -------- | -------- |
| Vélez Sarsfield (SR)       | 0 - 2     | Gimnasia y Esgrima (CdU) | Coliseo de los Sueños      | 2 de octubre | 19:00    |          |          |          |          |          |          |
| Sportivo Patria            | 2 - 3     | Unión (VK)               | Antonio Romero             | 3 de octubre | 16:00    |          |          |          |          |          |          |
| Textil Mandiyú             | 1 - 0     | Altos Hornos Zapla       | José Antonio Romero Feris  | 3 de octubre | 16:30    |          |          |          |          |          |          |
| Andino                     | 1 - 0     | Libertad (S)             | Polideportivo 20 de Agosto | 3 de octubre | 21:00    |          |          |          |          |          |          |
| Concepción FC              | 3 - 0     | Sarmiento (R)            | Stewart Shipton            | 4 de octubre | 16:00    |          |          |          |          |          |          |
| Américo Tesorieri (LR)     | 0 - 3     | San Lorenzo de Alem      | Carlos Mercado Luna        | 4 de octubre | 19:30    |          |          |          |          |          |          |
| Libre: San Jorge (Tucumán) |           |                          |                            |              |          |          |          |          |          |          |          |

| Fecha 11                 | Fecha 11  | Fecha 11               | Fecha 11                     | Fecha 11      | Fecha 11 | Fecha 11 | Fecha 11 | Fecha 11 | Fecha 11 | Fecha 11 | Fecha 11 |
| Local                    | Resultado | Visitante              | Estadio                      | Fecha         | Hora     |          |          |          |          |          |          |
| ------------------------ | --------- | ---------------------- | ---------------------------- | ------------- | -------- | -------- | -------- | -------- | -------- | -------- | -------- |
| Libertad (S)             | 4 - 2     | Vélez Sarsfield (SR)   | Dr. Plácido Tita             | 10 de octubre | 16:30    |          |          |          |          |          |          |
| Sarmiento (R)            | 3 - 0     | Andino                 | Centenario                   | 11 de octubre | 16:30    |          |          |          |          |          |          |
| Unión (VK)               | 0 - 1     | Concepción FC          | 12 de Octubre                | 11 de octubre | 17:00    |          |          |          |          |          |          |
| San Lorenzo de Alem      | 1 - 1     | San Jorge (T)          | Bicentenario C. de Catamarca | 11 de octubre | 19:00    |          |          |          |          |          |          |
| Gimnasia y Esgrima (CdU) | 2 - 2     | Américo Tesorieri (LR) | Manuel y Ramón Núñez         | 11 de octubre | 20:00    |          |          |          |          |          |          |
| Altos Hornos Zapla       | 0 - 1     | Sportivo Patria        | Emilio Fabrizzi              | 12 de octubre | 16:30    |          |          |          |          |          |          |
| Libre: Textil Mandiyú    |           |                        |                              |               |          |          |          |          |          |          |          |

| Fecha 12                   | Fecha 12  | Fecha 12                 | Fecha 12                   | Fecha 12      | Fecha 12 | Fecha 12 | Fecha 12 | Fecha 12 | Fecha 12 | Fecha 12 | Fecha 12 |
| Local                      | Resultado | Visitante                | Estadio                    | Fecha         | Hora     |          |          |          |          |          |          |
| -------------------------- | --------- | ------------------------ | -------------------------- | ------------- | -------- | -------- | -------- | -------- | -------- | -------- | -------- |
| Vélez Sarsfield (SR)       | 3 - 1     | Sarmiento (R)            | Coliseo de los Sueños      | 16 de octubre | 18:00    |          |          |          |          |          |          |
| Américo Tesorieri (LR)     | 2 - 3     | Libertad (S)             | Carlos Mercado Luna        | 16 de octubre | 21:30    |          |          |          |          |          |          |
| Andino                     | 1 - 3     | Unión (VK)               | Polideportivo 20 de Agosto | 17 de octubre | 21:45    |          |          |          |          |          |          |
| Concepción FC              | 0 - 0     | Altos Hornos Zapla       | Stewart Shipton            | 17 de octubre | 22:05    |          |          |          |          |          |          |
| Sportivo Patria            | 3 - 1     | Textil Mandiyú           | Antonio Romero             | 18 de octubre | 16:00    |          |          |          |          |          |          |
| San Jorge (T)              | 4 - 0     | Gimnasia y Esgrima (CdU) | Senador Luis Cruz          | 19 de octubre | 16:00    |          |          |          |          |          |          |
| Libre: San Lorenzo de Alem |           |                          |                            |               |          |          |          |          |          |          |          |

| Fecha 13                 | Fecha 13  | Fecha 13               | Fecha 13                  | Fecha 13      | Fecha 13 | Fecha 13 | Fecha 13 | Fecha 13 | Fecha 13 | Fecha 13 | Fecha 13 |
| Local                    | Resultado | Visitante              | Estadio                   | Fecha         | Hora     |          |          |          |          |          |          |
| ------------------------ | --------- | ---------------------- | ------------------------- | ------------- | -------- | -------- | -------- | -------- | -------- | -------- | -------- |
| Gimnasia y Esgrima (CdU) | 0 - 0     | San Lorenzo de Alem    | Manuel y Ramón Núñez      | 23 de octubre | 21:00    |          |          |          |          |          |          |
| Libertad (S)             | 2 - 0     | San Jorge (T)          | Dr. Plácido Tita          | 27 de octubre | 16:00    |          |          |          |          |          |          |
| Textil Mandiyú           | 1 - 3     | Concepción FC          | José Antonio Romero Feris | 27 de octubre | 16:00    |          |          |          |          |          |          |
| Unión (VK)               | 1 - 1     | Vélez Sarsfield (SR)   | 12 de Octubre             | 27 de octubre | 16:00    |          |          |          |          |          |          |
| Altos Hornos Zapla       | 1 - 0     | Andino                 | Emilio Fabrizzi           | 27 de octubre | 16:00    |          |          |          |          |          |          |
| Sarmiento (R)            | 5 - 0     | Américo Tesorieri (LR) | Centenario                | 27 de octubre | 16:20    |          |          |          |          |          |          |
| Libre: Sportivo Patria   |           |                        |                           |               |          |          |          |          |          |          |          |

| 1. |

## Tabla de Descenso
Se determinaron ocho descensos al Torneo Federal B. A tal fin, se confecció para cada una de las zonas de la reválida una tabla general de posiciones, que constitiyó la sumatoria de puntos de esa fase y de la primera. Descendieron los equipos que ocuparon las últimas cuatro posiciones de cada una de ellas. 
En el caso en que existió igualdad de puntos al término de la disputa, se aplicó el art. 111.º del Reglamento General de la AFA, que establece la realización de partido/s de desempate.

### Zona A
| Pos  | Equipo                            | 1a. F. | Rev. | Pts | PJ | PG | PE | PP |
| ---- | --------------------------------- | ------ | ---- | --- | -- | -- | -- | -- |
| 01.º | Alvarado                          | 27     | 23   | 50  | 30 | 13 | 11 | 6  |
| 02.º | Deportivo Madryn                  | 29     | 19   | 48  | 30 | 13 | 7  | 10 |
| 03.º | 9 de Julio (Morteros)             | 23     | 20   | 43  | 30 | 12 | 7  | 11 |
| 03.º | Deportivo Maipú                   | 24     | 19   | 43  | 30 | 10 | 13 | 7  |
| 03.º | Independiente (Neuquén)           | 29     | 14   | 43  | 30 | 11 | 10 | 9  |
| 03.º | Sportivo Las Parejas              | 21     | 22   | 43  | 30 | 12 | 7  | 11 |
| 07.º | Ferro Carril Oeste (General Pico) | 26     | 14   | 40  | 30 | 9  | 13 | 8  |
| 08.º | General Belgrano (Santa Rosa)     | 21     | 17   | 38  | 30 | 10 | 8  | 12 |
| 09.º | Gutiérrez SC                      | 19     | 18   | 37  | 30 | 8  | 10 | 11 |
| 09.º | CAI                               | 18     | 19   | 37  | 30 | 10 | 7  | 13 |
| 11.º | Independiente (Chivilcoy)         | 23     | 7    | 30  | 30 | 7  | 9  | 14 |
| 12.º | Tiro Federal (Rosario)            | 12     | 15   | 27  | 30 | 7  | 6  | 17 |
| 13.º | Alianza de Cutral Có              | 11     | 0    | 11  | 30 | 3  | 3  | 24 |

|  | Ganó el desempate para definir el descenso al Torneo Federal B. |
|  | Descendieron al Torneo Federal B.                               |

#### Partido de desempate
| Gutiérrez SC                       | (4) 1 - 1 (3) | CAI | Ciudad de Río Cuarto | 30 de octubre | 15:30 |
| CAI descendió al Torneo Federal B. |               |     |                      |               |       |

### Zona B
| Pos  | Equipo                                      | 1a. F. | Rev. | Pts | PJ | PG | PE | PP |
| ---- | ------------------------------------------- | ------ | ---- | --- | -- | -- | -- | -- |
| 01.º | Gimnasia y Esgrima (Concepción del Uruguay) | 29     | 21   | 50  | 30 | 14 | 8  | 8  |
| 02.º | Concepción FC                               | 29     | 19   | 48  | 30 | 13 | 9  | 8  |
| 03.º | Unión (Villa Krause)                        | 25     | 21   | 46  | 30 | 13 | 7  | 10 |
| 04.º | Libertad (Sunchales)                        | 23     | 21   | 44  | 30 | 13 | 5  | 12 |
| 05.º | Sportivo Patria                             | 27     | 16   | 43  | 30 | 11 | 10 | 9  |
| 06.º | San Lorenzo de Alem                         | 19     | 21   | 40  | 30 | 9  | 13 | 8  |
| 07.º | Altos Hornos Zapla                          | 21     | 16   | 37  | 30 | 10 | 7  | 13 |
| 07.º | Sarmiento (Resistencia)                     | 26     | 11   | 37  | 30 | 9  | 10 | 11 |
| 09.º | San Jorge (Tucumán)                         | 14     | 15   | 29  | 30 | 8  | 5  | 17 |
| 10.º | Vélez Sarsfield (San Ramón)                 | 7      | 15   | 22  | 30 | 5  | 7  | 18 |
| 11.º | Textil Mandiyú                              | 5      | 15   | 20  | 30 | 5  | 5  | 20 |
| 12.º | Américo Tesorieri (La Rioja)                | 7      | 11   | 18  | 30 | 4  | 6  | 20 |
| 13.º | Andino                                      | 10     | 6    | 16  | 30 | 4  | 7  | 19 |

|  | Descendieron al Torneo Federal B. |

## Fase Eliminatoria
Fueron 5 etapas, de la tercera a la séptima fase, que se disputaron por eliminación directa, a doble partido, con las llaves organizadas sobre la base de la tabla de ordenamiento. 

### Tabla de ordenamiento
Se confeccionó integrando a los equipos provenientes del tetradecagonal, que ocuparon los 13 primeros puestos conservando la posición obtenida, y los diez provenientes de la reválida, que se ordenaron a continuación de acuerdo con el puntaje obtenido en la tabla general de posiciones de cada zona. 
Los equipos mejor ubicados en esta tabla cerraron cada llave en condición de local. Además, en caso de no existir diferencia de gol al finalizar la disputa de cada fase, obtuvieron la clasificación.
| Pos. | Equipo                       | Pts. | PJ | PG | PE | PP | GF | GC | Dif. |
| ---- | ---------------------------- | ---- | -- | -- | -- | -- | -- | -- | ---- |
| 01.º | Defensores de Belgrano (VR)  | 28   | 13 | 9  | 1  | 3  | 23 | 10 | 13   |
| 02.º | Juventud Unida Universitario | 23   | 13 | 6  | 5  | 2  | 18 | 11 | 7    |
| 03.º | Unión Aconquija              | 20   | 13 | 6  | 2  | 5  | 12 | 11 | 1    |
| 04.º | Mitre (SdE)                  | 19   | 13 | 5  | 4  | 4  | 9  | 9  | 0    |
| 05.º | Juventud Antoniana           | 17   | 13 | 4  | 5  | 4  | 12 | 11 | 1    |
| 06.º | Unión (S)                    | 17   | 13 | 5  | 2  | 6  | 15 | 17 | −2   |
| 07.º | Chaco For Ever               | 16   | 13 | 4  | 4  | 5  | 18 | 16 | 2    |
| 08.º | Gimnasia y Tiro (S)          | 16   | 13 | 4  | 4  | 5  | 9  | 11 | −2   |
| 09.º | Sol de América               | 16   | 13 | 4  | 4  | 5  | 14 | 20 | −6   |
| 10.º | Tiro Federal (BB)            | 15   | 13 | 4  | 3  | 6  | 16 | 22 | −6   |
| 11.º | Cipolletti                   | 13   | 13 | 4  | 1  | 8  | 14 | 18 | −4   |
| 12.º | San Martín (T)               | 11   | 13 | 2  | 5  | 6  | 11 | 17 | −6   |
| 13.º | Deportivo Roca               | 7    | 13 | 1  | 4  | 8  | 10 | 22 | −12  |
| 14.º | Alvarado                     | 50   | 30 | 13 | 11 | 6  | 45 | 27 | 18   |
| 15.º | Gimnasia y Esgrima (CdU)     | 50   | 30 | 14 | 8  | 8  | 43 | 35 | 8    |
| 16.º | Concepción FC                | 48   | 30 | 13 | 9  | 8  | 45 | 27 | 18   |
| 17.º | Deportivo Madryn             | 48   | 30 | 14 | 6  | 10 | 40 | 31 | 9    |
| 18.º | Unión (VK)                   | 46   | 30 | 13 | 7  | 10 | 46 | 36 | 10   |
| 19.º | Libertad (S)                 | 44   | 30 | 13 | 5  | 12 | 39 | 35 | 4    |
| 20.º | Deportivo Maipú              | 43   | 30 | 10 | 13 | 7  | 32 | 25 | 7    |
| 21.º | 9 de Julio (M)               | 43   | 30 | 12 | 7  | 11 | 34 | 30 | 4    |
| 22.º | Sportivo Las Parejas         | 43   | 30 | 12 | 7  | 11 | 37 | 39 | −2   |
| 23.º | San Lorenzo de Alem          | 40   | 30 | 9  | 13 | 8  | 33 | 30 | 3    |

|  | Clasificados del tetradecagonal final a la Quinta fase y a la Copa Argentina 2015-16. |
|  | Clasificados del tetradecagonal final a la Tercera fase.                              |
|  | Clasificados de la reválida a la Tercera fase.                                        |

|  |

### Tercera fase
Fue integrada por los veinte equipos que ocuparon las posiciones 4.º al 23.º en la tabla de ordenamiento. Los diez ganadores clasificaron a la Cuarta fase. En caso de empate en puntos y diferencia de goles, el clasificado fue el mejor colocado en la tabla.

#### Enfrentamientos
| Llave | Equipo 1            | Global | Equipo 2                 |
| ----- | ------------------- | ------ | ------------------------ |
| 1     | Mitre (SdE)         | 2 - 3  | San Lorenzo de Alem      |
| 2     | Juventud Antoniana  | 1 - 1  | Sportivo Las Parejas     |
| 3     | Unión (S)           | 2 - 0  | 9 de Julio (M)           |
| 4     | Chaco For Ever      | 3 - 1  | Deportivo Maipú          |
| 5     | Gimnasia y Tiro (S) | 0 - 0  | Libertad (S)             |
| 6     | Sol de América      | 2 - 3  | Unión (VK)               |
| 7     | Tiro Federal (BB)   | 2 - 4  | Deportivo Madryn         |
| 8     | Cipolletti          | 2 - 1  | Concepción FC            |
| 9     | San Martín (T)      | 2 - 2  | Gimnasia y Esgrima (CdU) |
| 10    | Deportivo Roca      | 0 - 3  | Alvarado                 |

#### Resultados
| Alvarado                 | 1 - 0 | Deportivo Roca      | José María Minella           | 30 de octubre  | 20:00 |
| Deportivo Madryn         | 2 - 1 | Tiro Federal (BB)   | Coliseo del Golfo            | 1 de noviembre | 15:30 |
| Libertad (S)             | 0 - 0 | Gimnasia y Tiro (S) | Dr. Plácido Tita             | 1 de noviembre | 16:00 |
| Concepción FC            | 1 - 2 | Cipolletti          | Stewart Shipton              | 1 de noviembre | 16:00 |
| Unión (VK)               | 1 - 0 | Sol de América (F)  | 12 de Octubre                | 1 de noviembre | 17:30 |
| Gimnasia y Esgrima (CdU) | 1 - 2 | San Martín (T)      | Manuel y Ramón Núñez         | 1 de noviembre | 20:30 |
| 9 de Julio (M)           | 0 - 2 | Unión (S)           | La Villa de Los Deportes     | 3 de noviembre | 21:30 |
| Deportivo Maipú          | 1 - 1 | Chaco For Ever      | Omar Higinio Sperdutti       | 3 de noviembre | 21:30 |
| San Lorenzo de Alem      | 1 - 0 | Mitre (SdE)         | Bicentenario C. de Catamarca | 4 de noviembre | 18:45 |
| Sportivo Las Parejas     | 1 - 1 | Juventud Antoniana  | 4 de Septiembre              | 4 de noviembre | 19.30 |

| Tiro Federal (BB)   | 1 - 2 | Deportivo Madryn         | Onofre Pirrone                   | 4 de noviembre | 16:00 |
| Sol de América      | 2 - 2 | Unión (VK)               | Sol de América                   | 4 de noviembre | 16:30 |
| San Martín (T)      | 0 - 1 | Gimnasia y Esgrima (CdU) | La Ciudadela                     | 4 de noviembre | 21:30 |
| Gimnasia y Tiro (S) | 0 - 0 | Libertad (S)             | El Gigante del Norte             | 4 de noviembre | 22:00 |
| Cipolletti          | 0 - 0 | Concepción FC            | La Visera de Cemento             | 5 de noviembre | 21:00 |
| Deportivo Roca      | 0 - 2 | Alvarado                 | Luis Maiolino                    | 5 de noviembre | 21:30 |
| Unión (S)           | 0 - 0 | 9 de Julio (M)           | De la Avenida                    | 7 de noviembre | 17:30 |
| Mitre (SdE)         | 2 - 2 | San Lorenzo de Alem      | Dres. José y Antonio Castiglione | 8 de noviembre | 16:30 |
| Juventud Antoniana  | 0 - 0 | Sportivo Las Parejas     | Fray Honorato Pistoia            | 8 de noviembre | 17:00 |
| Chaco For Ever      | 2 - 0 | Deportivo Maipú          | Juan Alberto García              | 8 de noviembre | 17:00 |

### Cuarta fase
Estuvo integrada por los diez equipos provenientes de la Tercera fase. Los ganadores clasificaron a la Quinta fase. En caso de empate en puntos y diferencia de goles, el clasificado fue el mejor colocado en la tabla de ordenamiento.
Los ganadores de esta fase, San Lorenzo de Alem, Unión (S), Deportivo Madryn, Gimnasia y Tiro (S) y Cipolletti, y Juventud Antoniana, por ser el perdedor mejor ubicado en la Segunda, clasificaron a la Copa Argentina 2015-16.

#### Enfrentamientos
| Llave | Equipo 1            | Global | Equipo 2            |
| ----- | ------------------- | ------ | ------------------- |
| 1     | Juventud Antoniana  | 1 - 2  | San Lorenzo de Alem |
| 2     | Unión (S)           | 4 - 3  | Unión (VK)          |
| 3     | Chaco For Ever      | 0 - 6  | Deportivo Madryn    |
| 4     | Gimnasia y Tiro (S) | 2 - 0  | Alvarado            |
| 5     | Cipolletti          | 2 - 2  | San Martín (T)      |

#### Resultados
| Deportivo Madryn    | 3 - 0 | Chaco For Ever      | Coliseo del Golfo            | 11 de noviembre | 17:00 |
| Alvarado            | 0 - 0 | Gimnasia y Tiro (S) | José María Minella           | 11 de noviembre | 20:30 |
| San Lorenzo de Alem | 1 - 0 | Juventud Antoniana  | Bicentenario C. de Catamarca | 11 de noviembre | 21:30 |
| Unión (VK)          | 0 - 3 | Unión (S)           | 12 de Octubre                | 11 de noviembre | 21:30 |
| San Martín (T)      | 1 - 0 | Cipolletti          | La Ciudadela                 | 11 de noviembre | 22:00 |

| Unión (S)           | 1 - 3 | Unión (VK)          | De la Avenida         | 14 de noviembre | 17:00 |
| Chaco For Ever      | 0 - 3 | Deportivo Madryn    | Juan Alberto García   | 14 de noviembre | 17:00 |
| Gimnasia y Tiro (S) | 2 - 0 | Alvarado            | El Gigante del Norte  | 14 de noviembre | 21:00 |
| Juventud Antoniana  | 1 - 1 | San Lorenzo de Alem | Fray Honorato Pistoia | 15 de noviembre | 17:00 |
| Cipolletti          | 2 - 1 | San Martín (T)      | La Visera de Cemento  | 15 de noviembre | 19:00 |

| 1. |

### Cuadro de desarrollo
|  | Cuartos de final             | Cuartos de final     | Cuartos de final     |   |                              | Semifinales                      | Semifinales                      | Semifinales                      |  |  | Final                        | Final               | Final               |
|  | 18 y 23 de noviembre         | 18 y 23 de noviembre | 18 y 23 de noviembre |   |                              | 28 de noviembre y 2 de diciembre | 28 de noviembre y 2 de diciembre | 28 de noviembre y 2 de diciembre |  |  | 6 y 10 de diciembre          | 6 y 10 de diciembre | 6 y 10 de diciembre |
|  |                              |                      |                      |   |                              |                                  |                                  |                                  |  |  |                              |                     |                     |
|  | Juventud Unida Universitario | 2                    | 5                    |   |                              |                                  |                                  |                                  |  |  |                              |                     |                     |
|  | Deportivo Madryn             | 3                    | 4                    |   |                              |                                  |                                  |                                  |  |  |                              |                     |                     |
|  | Deportivo Madryn             | 3                    | 4                    |   | Juventud Unida Universitario | 1                                | 0                                |                                  |  |  |                              |                     |                     |
|  |                              |                      |                      |   | Juventud Unida Universitario | 1                                | 0                                |                                  |  |  |                              |                     |                     |
|  |                              | Unión Aconquija      | 0                    | 1 |                              |                                  |                                  |                                  |  |  |                              |                     |                     |
|  | Unión Aconquija              | Unión Aconquija      | 0                    | 1 | 1                            | 2                                |                                  |                                  |  |  |                              |                     |                     |
|  | Unión Aconquija              |                      |                      |   | 1                            | 2                                |                                  |                                  |  |  |                              |                     |                     |
|  | Cipolletti                   | 2                    | 0                    |   |                              |                                  |                                  |                                  |  |  |                              |                     |                     |
|  |                              |                      |                      |   |                              |                                  |                                  |                                  |  |  | Juventud Unida Universitario | 1                   | 2                   |
|  |                              |                      | Unión (S)            | 1 | 0                            |                                  |                                  |                                  |  |  |                              |                     |                     |
|  | Defensores de Belgrano (VR)  | 2                    | 3                    |   |                              |                                  |                                  |                                  |  |  |                              |                     |                     |
|  | San Lorenzo de Alem          | 1                    | 1                    |   |                              |                                  |                                  |                                  |  |  |                              |                     |                     |
|  | San Lorenzo de Alem          | 1                    | 1                    |   | Defensores de Belgrano (VR)  | 1                                | 1                                |                                  |  |  |                              |                     |                     |
|  |                              |                      |                      |   | Defensores de Belgrano (VR)  | 1                                | 1                                |                                  |  |  |                              |                     |                     |
|  |                              | Unión (S)            | 1                    | 3 |                              |                                  |                                  |                                  |  |  |                              |                     |                     |
|  | Unión (S)                    | Unión (S)            | 1                    | 3 | 0                            | 2                                |                                  |                                  |  |  |                              |                     |                     |
|  | Unión (S)                    |                      |                      |   | 0                            | 2                                |                                  |                                  |  |  |                              |                     |                     |
|  | Gimnasia y Tiro (S)          | 1                    | 0                    |   |                              |                                  |                                  |                                  |  |  |                              |                     |                     |

### Quinta fase
Estuvo integrada por los clubes ubicados en las posiciones 1.º, 2.º y 3.º de la tabla de ordenamiento y los cinco provenientes de la Cuarta fase. Los cuatro ganadores pasaron a la Sexta fase.

#### Enfrentamientos
| Llave | Equipo 1                     | Global | Equipo 2            |
| ----- | ---------------------------- | ------ | ------------------- |
| 1     | Defensores de Belgrano (VR)  | 5 - 2  | San Lorenzo de Alem |
| 2     | Juventud Unida Universitario | 7 - 7  | Deportivo Madryn    |
| 3     | Unión Aconquija              | 3 - 2  | Cipolletti          |
| 4     | Unión (S)                    | 2 - 1  | Gimnasia y Tiro (S) |

#### Resultados
| Deportivo Madryn    | 3 - 2 | Juventud U. U.              | Coliseo del Golfo            | 18 de noviembre | 17:00 |
| Cipolletti          | 2 - 1 | Unión Aconquija             | La Visera de Cemento         | 18 de noviembre | 21:30 |
| San Lorenzo de Alem | 1 - 2 | Defensores de Belgrano (VR) | Bicentenario C. de Catamarca | 18 de noviembre | 21:45 |
| Gimnasia y Tiro (S) | 1 - 0 | Unión (S)                   | El Gigante del Norte         | 18 de noviembre | 22:00 |

| Juventud U. U.              | 5 - 4 | Deportivo Madryn    | Mario Sebastián Diez   | 23 de noviembre | 17:00 |
| Unión Aconquija             | 2 - 0 | Cipolletti          | Municipal de Aconquija | 23 de noviembre | 17:00 |
| Defensores de Belgrano (VR) | 3 - 1 | San Lorenzo de Alem | Salomón Boeseldín      | 23 de noviembre | 21:00 |
| Unión (S)                   | 2 - 0 | Gimnasia y Tiro (S) | De la Avenida          | 23 de noviembre | 21:00 |

### Sexta fase
Estuvo integrada por los cuatro ganadores de la Quinta fase. Los dos ganadores clasificaron a la séptima y última fase.

#### Enfrentamientos
| Llave | Equipo 1                     | Global | Equipo 2        |
| ----- | ---------------------------- | ------ | --------------- |
| 1     | Defensores de Belgrano (VR)  | 2 - 4  | Unión (S)       |
| 2     | Juventud Unida Universitario | 1 - 1  | Unión Aconquija |

#### Resultados
| Unión Aconquija | 0 - 1 | Juventud U. U.              | Municipal de Aconquija | 28 de noviembre | 17:00 |
| Unión (S)       | 1 - 1 | Defensores de Belgrano (VR) | De la Avenida          | 28 de noviembre | 20:00 |

| Juventud U. U.              | 0 - 1 | Unión Aconquija | Mario Sebastián Diez | 2 de diciembre | 17:00 |
| Defensores de Belgrano (VR) | 1 - 3 | Unión (S)       | Salomón Boeseldín    | 2 de diciembre | 21:00 |

### Séptima fase
La disputaron los dos clasificados de la sexta fase. El ganador ascendió a la Primera B Nacional.

#### Enfrentamiento
| Equipo 1                     | Global | Equipo 2  |
| ---------------------------- | ------ | --------- |
| Juventud Unida Universitario | 3 - 1  | Unión (S) |

#### Resultados
| Unión (S) | 1 - 1 | Juventud Unida Universitario | De la Avenida | 6 de diciembre | 20:00 |

| Juventud Unida Universitario | 2 - 0 | Unión (S) | Mario Sebastián Diez | 10 de diciembre | 17:00 |

## Goleadores
| Pos. | Jugador          | Goles | Equipo                      |
| ---- | ---------------- | ----- | --------------------------- |
| 1.°  | Gustavo Balvorín | 18    | Juventud Antoniana          |
| 1.°  | David Romero     | 18    | San Lorenzo de Alem         |
| 1.°  | Adrián Toloza    | 18    | Mitre (SdE)                 |
| 2.°  | José Michelena   | 17    | Deportivo Madyn             |
| 2.°  | Luis Rivero      | 17    | Libertad (S)                |
| 3.°  | Germán Lesman    | 16    | Defensores de Belgrano (VR) |
| 4.°  | Martín Prost     | 15    | Gimnasia y Esgrima (CdU)    |
| 5.°  | Joaquín Molina   | 14    | Unión (S)                   |
| 5.°  | Eial Strahman    | 14    | Talleres (C)                |

Fuente: www.soloascenso.com.ar